# Noua Ordine (nazism)
Noua Ordine (în germană Neuordnung) a Europei a fost sistemul politic și social pe care Germania Nazistă dorea să îl impună în zonele Europei pe care le-a cucerit și ocupat.
Planificarea pentru Neuordnung a început cu mult înainte de izbucnirea celui de-Al Doilea Război Mondial, dar Adolf Hitler a proclamat public o „Nouă Ordine Europeană” pe 30 ianuarie 1941: „Anul 1941 va fi, sunt convins, anul istoric al unei mari Noi Ordini Europene!”
Printre altele, Noua Ordine prevedea formarea unui stat rasial pangerman, structurat conform ideologiei naziste, pentru a asigura existența unei rase ariene-nordice percepute ca fiind superioară, pentru a consolida o expansiune teritorială masivă în Europa Centrală și de Est prin colonizarea de coloniști germani, pentru a realiza anihilarea fizică a evreilor, slavilor (în special polonezi și ruși), romilor („țigani”) și altor oameni considerați „necorespunzători vieții”, precum și pentru a implementa exterminarea, expulzarea sau înrobirea celor mai multor popoare slave și altor grupuri pe care ideologia nazistă le considera „inferioare din punct de vedere rasial”. Dorința agresivă a Germaniei Naziste pentru expansiune teritorială (Lebensraum) este considerată o cauză majoră a celui de-Al Doilea Război Mondial.

Istoricii rămân împărțiți în ceea ce privește obiectivele finale ale Noii Ordini – unii cred că Noua Ordine urma să fie limitată la dominația nazistă asupra Europei, în timp ce alții o văd ca un punct de plecare pentru o eventuală cucerire mondială și stabilirea unei guvernări mondiale sub control german.
„Führerul și-a exprimat convingerea neclintită că Reichul va fi stăpânul întregii Europe. Va trebui să ne angajăm în multe lupte, dar acestea vor duce fără îndoială la cele mai minunate victorii. De acolo, drumul spre dominația mondială este practic sigur. Cine domină Europa va prelua astfel conducerea lumii.”—Joseph Goebbels, Ministrul Propagandei, 8 mai 1943

## Originea termenului

Noua Ordine în Europa: Cuceririle germane și ale Axei în Europa în timpul celui de-Al Doilea Război Mondial

Termenul Neuordnung avea inițial o semnificație mai limitată decât cea pe care o avea ulterior. Este tradus de obicei ca „Noua Ordine”, dar o traducere mai corectă ar fi mai apropiată de „reorganizare”. Atunci când a fost folosit în Germania în perioada celui de-al Treilea Reich, se referea în mod specific la dorința naziștilor de a modifica granițele statelor în Europa, transformând astfel structurile geopolitice existente. În același sens, a fost folosit, atât acum cât și în trecut, pentru a denota reorganizări similare ale ordinii politice internaționale, cum ar fi cele care au urmat Păcii Westfalice din 1648, Congresului de la Viena din 1815 și victoriei Aliaților din 1945. Fraza completă folosită de regimul nazist era, de fapt, die Neuordnung Europas (Noua Ordine a Europei), pentru care Neuordnung era doar o abreviere. (A se face distincție între „Noua Ordine” europeană și Noua Ordine Europeană neofascistă —fondată în 1951 — stabilită ca o presupusă „Internațională Neagră”.)
Conform guvernului nazist, acest principiu era urmărit de Germania pentru a asigura o reorganizare echitabilă a teritoriului în beneficiul comun al unei noi Europe integrate economic, care în terminologia nazistă însemna continentul european cu excepția Uniunii Sovietice „asiatice”. Viziunile rasiale naziste considerau statul sovietic „iudeo-bolșevic” atât o instituție criminală care trebuia distrusă, cât și un loc barbar lipsit de orice cultură care să-i confere un caracter „european”. Prin urmare, Neuordnung era rar folosit cu referire la Rusia Sovietică, deoarece naziștii credeau că aceasta nu prezenta elemente care ar putea fi reorganizate conform liniilor naziste.
Obiectivul era asigurarea unei hegemonii continentale postbelice totale pentru Germania Nazistă. Acest lucru urma să fie realizat prin extinderea bazei teritoriale a statului german propriu-zis, combinată cu subjugarea politică și economică a restului Europei față de Germania. Extensii eventuale ale proiectului către zone dincolo de Europa, precum și la o scară globală, erau anticipate pentru perioada viitoare în care Germania ar fi asigurat un control necontestat asupra propriului continent, dar Neuordnung nu avea acea semnificație extraeuropeană la acea vreme.
Prin utilizarea sa largă în propaganda nazistă, fraza a câștigat rapid rezonanță în mass-media occidentală. În cercurile academice de limbă engleză, în special, a ajuns să aibă o definiție mult mai inclusivă și a fost folosită din ce în ce mai mult pentru a se referi la politicile externe și interne, precum și la obiectivele de război ale statului nazist și ale liderului său dictatorial Adolf Hitler. Prin urmare, fraza avea aproximativ aceleași conotații ca termenul sferă de co-prosperitate din cercurile japoneze, care foloseau acest termen cu referire la ceea ce considerau a fi viitorul teritoriu al Imperiului lor. În prezent, este folosit în general pentru a se referi la toate planurile și politicile postbelice, atât în Europa cât și în afara acesteia, pe care naziștii se așteptau să le implementeze după victoria anticipată a Germaniei și celorlalte puteri ale Axei în Al Doilea Război Mondial.

## Context ideologic

### Biopolitica nazistă
Naziștii pretindeau că măsoară științific o ierarhie strictă a rasei umane. „Rasa superioară” era considerată a include cel mai pur sânge al rasei ariene, care era definită în mod restrâns ca fiind identică cu rasa nordică, urmată de alte rase subariene. Naziștii credeau că deoarece civilizația occidentală, creată și menținută în mare parte de nordici, era evident superioară altor civilizații, popoarele „nordice” erau superioare tuturor celorlalte rase și ca urmare erau îndreptățite să domine lumea, un concept cunoscut sub numele de nordicism. Academicianul polonez Raphael Lemkin scria în 1944:
„... conform doctrinei Național-Socialismului, națiunea, nu statul, este factorul predominant. În această concepție germană, națiunea furnizează elementul biologic pentru stat. Prin urmare, în aplicarea Noii Ordini, germanii au pregătit, au purtat și au continuat un război nu doar împotriva statelor și armatelor lor, ci împotriva popoarelor. Pentru autoritățile de ocupație germane, războiul apare astfel ca oferind cea mai potrivită ocazie pentru a-și duce la îndeplinire politica de genocid. ... Chiar înainte de război, Hitler a prevăzut genocidul ca un mijloc de a schimba interrelațiile biologice în Europa în favoarea Germaniei. Concepția lui Hitler despre genocid se bazează nu pe modele culturale, ci pe modele biologice. El crede că „Germanizarea poate fi realizată doar cu pământul și niciodată cu oamenii.”—Raphael Lemkin, "Guvernarea Axei în Europa ocupată"

### Strategia geopolitică
Ideile despre expansiunea spre est pe care Hitler și le-a promovat în Mein Kampf erau profund influențate de experiențele din timpul încarcerării sale din 1924, mai exact de contactul cu mentorul său geopolitic Karl Haushofer. Unul dintre conceptele geopolitice principale ale lui Haushofer era necesitatea ca Germania să obțină controlul asupra Inimii Eurasiatice pentru a atinge dominația mondială. De asemenea, relevantă era ideea că o alianță cu Italia și Japonia ar amplifica controlul strategic german asupra Eurasiei, transformând aceste state în brațele navale care protejau poziția insulară a Germaniei.
În Mein Kampf, el a prevăzut o ligă cu Italia și Marea Britanie, în cadrul căreia Germania trebuia să-și asume poziția de mare putere, luând locul Franței. După aceea, el s-ar fi dedicat extinderii habitatului germanilor spre est. Urma să fie creat un Mare Reich Germanic, mult dincolo de granițele din 1914, în centrul Europei. În 1934, Hitler vorbea despre un „nucleu de oțel” format din Austria, Cehoslovacia și vestul Poloniei. De asemenea, el a stabilit mai multe alianțe de blocuri formal aliate, dar nu egale. Acestea erau numite Confederația Estică (Statele Baltice, Statele Balcanice, Ucraina, Volgaland și Georgia), Confederația Vestică (Țările de Jos, Flandra și nordul Franței) și Confederația Nordică (Danemarca, Suedia și Norvegia).

### Extinderea teritorială anticipată a imperialismului nazist
Într-un discurs ulterior publicat susținut la Universitatea Erlangen în noiembrie 1930, Hitler a explicat audienței sale că niciun alt popor nu avea mai mult drept să lupte și să obțină „controlul” globului (Weltherrschaft, adică „conducere mondială”, „dominație mondială”) decât germanii. El a realizat că un obiectiv extrem de ambițios nu putea fi atins fără un efort militar semnificativ. Hitler aluzionase la viitoarea dominare mondială germană chiar mai devreme în cariera sa politică. Într-o scrisoare scrisă de Rudolf Hess către Walter Hewel în 1927, Hess parafrazează viziunea lui Hitler: „Pacea mondială este cu siguranță un ideal demn de urmărit; în opinia lui Hitler va fi realizabilă doar atunci când o putere, cea mai bună din punct de vedere rasial, va atinge supremația completă și necontestată. Acea [putere] poate oferi apoi o formă de poliție mondială, asigurându-se în același timp că cea mai valoroasă rasă beneficiază de spațiul necesar pentru viață. Și dacă pentru ele nu există nicio altă cale, rasele inferioare va trebui să se limiteze corespunzător.”
Alfred Rosenberg vedea structura viitoare a Europei în 1934 ca rezultatul unui pact între patru puteri format din mișcările naționaliste ale Italiei, Franței, Angliei și Germaniei. Statele din Marea Baltică (Finlanda, Estonia, Letonia, Lituania) și regiunea Dunării (Ungaria, Cehoslovacia, România, Iugoslavia și Bulgaria) ar trebui incluse pentru a forma o „Mitteleuropa organică”.
Heinrich Himmler a discutat aspirațiile teritoriale ale Germaniei în timpul primului său discurs la Posen din 1943. El a comentat despre obiectivele națiunilor aflate în conflict și a declarat că Germania luptă pentru noi teritorii și un statut de putere globală:
„Războiul de Șapte Ani a dus la confirmarea Prusiei ca mare putere europeană. Acest război a fost purtat timp de șapte ani pentru a asigura că provincia deja cucerită (Silezia) va rămâne parte din Prusia. Acest război va asigura că tot ceea ce a fost anexat la Reichul german, la Germania Mare și apoi la Reichul Germanic în anii de după 1938 va rămâne al nostru. Acest război se desfășoară pentru a menține deschis drumul spre Est; astfel încât Germania să poată fi o putere mondială; pentru a întemeia Imperiul Germanic Mondial (Germanisches Weltreich).”
Joseph Goebbels era convins în jurnalele sale de formula „Cine domină Europa va prelua astfel conducerea lumii” și acesta era obiectivul principal al Führerului.

## Implementarea în Europa

### Campanii militare în Polonia și Europa de Vest
Faza inițială a stabilirii Noii Ordini a fost:
- În primul rând, semnarea acordului germano-sovietic de neagresiune pe 23 august 1939, înainte de invadarea Poloniei pentru a asigura noua graniță de est cu Uniunea Sovietică, prevenind apariția unui război pe două fronturi și pentru a evita o penurie de materii prime din cauza unei blocade navale britanice anticipate.
- În al doilea rând, atacurile Blitzkrieg în Europa de nord și vest (Operațiunea Weserübung și Bătălia Franței) pentru a neutraliza opoziția din vest. Aceasta a dus la cucerirea Danemarcei, Norvegiei, Luxemburgului, Belgiei, Țărilor de Jos și Franței, toate fiind sub stăpânire germană până la începutul verii anului 1940.

Dacă britanicii ar fi fost înfrânți de Germania, reorganizarea politică a Europei Occidentale ar fi fost realizată. Nu ar fi existat o conferință generală de pace postbelică, asemănătoare celei desfășurate la Paris după Primul Război Mondial; doar negocieri bilaterale între Germania și dușmanii săi înfrânți. Toate organizațiile internaționale încă existente precum Organizația Internațională a Muncii urmau să fie desființate sau înlocuite cu echivalente controlate de Germania.
Unul dintre principalele obiective ale politicii externe germane pe parcursul anilor 1930 fusese stabilirea unei alianțe militare cu Regatul Unit; politicile antibritanice adoptate de naziști au făcut însă acest lucru imposibil. Totuși exista speranța că Regatul Unit va deveni într-un final un aliat german de încredere. Hitler își exprima admirația față de Imperiul Britanic și prefera să-l vadă păstrat ca putere mondială; în principal deoarece de destrămarea sa ar fi beneficiat alte țări mult mai mult decât ar fi beneficiat Germania; în special Statele Unite ale Americii și Japonia. Situația Marii Britanii era comparată cu situația istorică a Imperiului Austriac după înfrângerea sa de către Regatul Prusiei în 1866; după care Austria fusese exclusă formal din afacerile germane, dar s-a dovedit că va deveni un aliat loial al Imperiului German în aliniamentele puterii din Europa înaintea Primului Războiul Mondial. Se spera că o înfrângere a Marii Britanii va îndeplini un rol similar, având ca rezultat excluderea ei din afacerile continentale, dar menținerea imperiului său și transformarea sa într-un partener maritim aliat al germanilor.
William L. Shirer susține că populația masculină britanică cu vârste între 17 și 45 de ani ar fi fost transferată forțat pe continent pentru a fi folosită ca muncă forțată în industrie (deși posibil cu un tratament mai bun decât munca forțată similară din Europa de Est), iar femeile britanice rămase urmau să fie lăsate însărcinate de soldații germani, asigurând astfel că Marea Britanie va fi complet germanizată în una sau două generații ulterioare.
Populația rămasă ar fi fost terorizată, inclusiv prin luarea de ostatici civili și impunerea imediată a pedepsei cu moartea pentru cele mai triviale acte de rezistență, Marea Britanie fiind jefuită de orice avea valoare financiară, militară, industrială sau culturală. Urma să fie instituită o Administrație Militară a Angliei (aplicabilă tuturor zonelor Regatului Unit), cu obiectivul de a transforma economia britanică în principalul atelier de război al Germaniei. În timp ce muncitorii germani trimiși în Anglia ar fi menținut mașina de război în funcțiune cu minimum de întrerupere, producția industrială britanică ar fi fost direcționată către Frontul de Est. Germanii, conform lui Shirer, ar extrage bunuri agricole, minereu brut, combustibil, cauciuc, textile, piele și cherestea. De asemenea, Einsatzgruppen, conduse de Dr. Franz Six, urmau să fie desfășurate pentru a captura și executa toate figurile politice, intelectuale și publice care se opuseseră anterior naziștilor și alte persoane care ar putea cauza probleme pentru forțele de ocupație în viitor.
După război, Otto Bräutigam de la Ministerul Reichului pentru Teritoriile de Est Ocupate a afirmat în cartea sa că în februarie 1943 a avut ocazia să citească un raport personal al lui Wagner referitor la o discuție cu Heinrich Himmler, în care Himmler își exprimase intenția de a extermina aproximativ 80% din populațiile Franței și Angliei prin forțe speciale ale SD după victoria germană.
În timpul invaziei propuse a Marii Britanii prin Operațiunea Leul de Mare, existau planuri de a invada Irlanda neutră prin Operațiunea Verde, care includea instrucțiuni pentru desființarea și lichidarea oricăror aparate politice indigene rămase ale Irlandei, conducerea intelectuală și orice instituții sociale non-ariene, cu impunerea unor restricții de circulație asupra populației locale și planuri pentru confiscarea resurselor de la localnici.
Prin anexarea unor teritorii mari din nord-estul Franței, Hitler spera să marginalizeze țara pentru a preveni orice altă contestare a hegemoniei Germaniei pe continent. De asemenea, națiunile latine din Europa de Vest și de Sud (Portugalia, Spania și Italia) urmau să fie aduse într-o stare de totală dependență și control german.
O Britanie postbelică urma să fie împărțită în districte sub conducerea comandanților armatei, care urmau să acționeze ca „guvernatori”. Subordonați lor erau unitățile de câmp și cele urbane. Dovezile sugerează că monarhia urma să supraviețuiască. Existau propuneri de a da Irlanda de Nord Republicii Irlanda pentru o uniune celtică, și pentru a obține sprijinul Armatei Republicane Irlandeze (care propunea Planul Kathleen). Existau, de asemenea, propuneri pentru a forma o Scoție independentă și republicană cu o ideologie socialist-naționalistă împotriva monarhiei capitaliste engleze. Unii susținători proveneau din Partidul Național Scoțian.

### Planuri pentru Franța și Țările de Jos
Germania Nazistă a considerat că Franța trebuia să fie pedepsită din cauza dușmăniei franco-germane care a constituit un pericol pentru națiunea germană prin belicismul istoric francez, începând cu rivalitatea franco-habsburgică care a culminat în umilința germană din Primul Război Mondial (alături de alte traume naționale, precum Războiul de Treizeci de Ani sau Războaiele Napoleoniene). Astfel, Hitler, care inițial nu se aștepta la o victorie totală (și, prin urmare, dorea o încheiere rapidă a războiului fără mari reorganizări sociale în țările occidentale și revenirea rapidă la politica sa de Ostpolitik), a început să dezvolte planuri pentru a transforma Franța într-un stat subordonat cu schimbări teritoriale și politice pentru a menține această situație pe termen lung.
În ultimele zile ale lunii mai 1940, Hitler a dat instrucțiuni lui Wilhelm Stuckart, secretar de stat la Ministerul de Interne, să facă propuneri pentru o nouă frontieră vestică și planuri precise pentru „relocarea” populației francofone, care au fost concluzionate într-un memorandum redactat pe 14 iunie 1940, în care Ministerul de Interne analizează anexarea anumitor teritorii din estul Franței care au făcut parte din Sfântul Imperiu Roman, încheind cu controlul regiunii „Westraum” pentru Reich. Pe termen scurt, planul ar fi constat în integrarea zonelor de frontieră din Rinul interior și Ruhr cu Alsacia-Lorena anexată, Eupen-Malmedy, Saarland, Marele Ducat al Luxemburgului, Țările de Jos, Belgia și Franța de nord-est și est (precum regiunea SaarLorLux modernă și euroregiunea Meuse-Rhine). Pe termen lung, ar fi inclus Elveția, Burgundia, Savoia (ajungând până la Rône și Marea Mediterană, ca fosta Lotharingia), stabilind în cele din urmă o anexare a „Westlandului” la Germania Nazistă în Gau Westmark.

Planurile teritoriale ale Germaniei Naziste pentru Franța în Noua Ordine.

Pentru a realiza planul, în primul rând Germania a ocupat Olanda Mare (împiedicând Franța să folosească Beneluxul ca stat tampon sau Rinul ca frontieră naturală, în timp ce se pregătea să reunifice poporul neerlandez cu Volkgeistul său german pentru a-i anexa), apoi era planificat să includă nordul Franței (regiunile moderne Nord și Pas-de-Calais). A fost reanexată Alsacia, Moselle și Lorena, după care naziștii au dezvoltat planuri pentru colonizarea Zonei interzise în Somme, Aisne și Ardennes (încercând să regermanizeze „germanii romanizați din Austrasia” pentru a stabili o țară germanică Thiois, precum fostul regat Arles și Cercul Burgund, care ar constitui o zonă tampon în Germania de Vest), și în cele din urmă, Armistițiul din 22 iunie 1940 a stabilit condiții pentru dominația economică a Franței (în timp ce dezvolta și regimul colaborator al regimului de la Vichy) și o zonă de ocupație pentru a construi Zidul Atlanticului împotriva supremației navale britanice (și pentru o expansiune viitoare a influenței germane în Europa de Vest). De asemenea, s-a luat în considerare recompensarea ocupanților italieni cu Corsica, Nisa, Savoia și alte teritorii franceze revendicate de iredentiștii italieni care doreau frontiera dincolo de Monaco. Într-o mare măsură, națiunile latine din Europa de Vest și de Sud (Portugalia, Spania și Italia) urmau să fie aduse într-o stare de totală dependență și control german exercitat din Franța Mare ocupată.
Cu toate acestea, geopoliticienii naziști recunoșteau rolul Franței ca o mare putere istorică a Europei încă din Evul Mediu, și credeau că prăbușirea totală a Franței ar putea avea consecințe catastrofale pentru întreaga Europă și, de asemenea, că unirea forțelor celor două țări ar reprezenta o forță imparabilă pentru a obține dominația pe continent (așa cum era Imperiul Carolingian) după eliminarea Marii Britanii și Rusiei. În plus, dominarea Franței ar servi la atingerea unei dominații filosofice și culturale a civilizației occidentale prin valorificarea filozofiei franceze și a predominanței științelor politice în mediile academice încă din Epoca Luminilor, ceea ce ar fi ajutat la extinderea unei revoluții culturale și fasciste la scară globală în viitor, dorind să facă o suprapunere a modernității și Revoluției Franceze (păstrând radicalismul clasic și iacobinismul său protototalitar național-socialist, dar condamnând elementele constituționaliste și burgheze liberale care, după părerea lor, o subminaseră și o degradaseră).
Cu toate acestea, într-o acțiune pragmatică, Hitler era interesat și să valorifice mișcările reacționare, cum ar fi Acțiunea Franceză, care se opuneau valorilor liberale-democratice pe care se sprijinea A Treia Republică Franceză, constituind astfel o puternică disidență fără a fi instrumente ale Cominternului sovietic sau ale think tankurilor capitaliste anglo-americane, chiar dacă gânditorii naziști regretau întărirea conservatorilor tradiționaliști care erau elemente rele „clericale și aristocratice” cu valorile lor federaliste custumale care se opuneau caracterului revoluționar și totalitar al nazismului și fascismului (dar recunoscând că, la fel ca în Spania franchistă național-catolică în care carliștii tradiționaliști îi învinseseră pe falangiști, nu existau mișcări fasciste ortodoxe franceze care să fie suficient de puternice sau populare, fiind nevoiți să facă concesii apărătorilor Vechiului Regim împotriva status quo-ului burghez). Germania nazistă avea speranțe că, în viitor, ar putea să se aproprie de Révolution nationale a regimului de la Vichy, epurând naționalismul integral de acele elemente „medievale” (ultraroialism, ultramontanism, legitimism/orleanism și integralism social), încercând să introducă ideologia nazistă prin utilizarea mișcărilor și figurilor moderniste reacționare și criptofasciste precum Mișcarea Socială Revoluționară, Jacques Doriot al Partidului Popular Francez sau Marcel Déat al Adunării Popular Naționale. Rolul Franței în Noua Ordine ar fi fost acela de a deveni un Magisterium al Europei care să promoveze fascismul în toate țările occidentale (inclusiv America).
De asemenea, Hitler avea interes în mișcările separatiste care erau disprețuitoare față de centralism, anticatolicism/anticlericalism și francizarea forțată (deși naziștii susțineau aceste programe pentru modernizarea politică a Franței, crezând că le-ar întări poziția împotriva Aliaților), servind ca un mijloc de a amenința politicienii francezi cu o posibilă pedeapsă prin fragmentarea țării, abrogându-le dreptul de a fi un stat național modern și restaurând feudalismul în Franța dacă nu colaborau cu stăpânii germani. Unele dintre acestea erau naționalismul breton din timpul celui de-Al Doilea Război Mondial, care trăgea speranțe la stabilirea unui stat național breton, folosind Bretania pentru a domina regimul de la Vichy și poate Normandia în viitor.
În ceea ce privește neerlandezii și valonii din Benelux, Germania Nazistă îi considera asimilabili. Așadar, pe termen scurt, s-a tolerat acordarea de concesii grupurilor locale fasciste (cum ar fi Vlaamsch Nationaal Verbond sau Nederlandsche Unie) care apărau independența țărilor lor în cadrul Noii Ordini și uneori își doreau sprijin german pentru propriile revendicări iredentiste și imperialiste (precum rexiștii belgieni sau NSM în Indiile Neerlandeze), văzându-se ca state asociate. Totuși, pe termen lung, Germania Nazistă dorea anexarea completă a Dietslandului (ceea ce s-a accelerat la sfârșitul anului 1944 prin crearea Reichsgauelor Flandern și Wallonien) și așa a început Flamenpolitik, care consta în dizolvarea identităților naționale prin dezvoltarea sau sprijinirea grupurilor germaniste și radicale (precum DeVlag sau Mișcarea Național-Socialistă din Țările de Jos) care vedeau neerlandezii și flamanzii nu ca națiuni independente, ci ca diferite regiuni care făceau parte din rasa germană cu un dialect german particular [limba neerlandeză]. De asemenea, aceste grupuri germaniste ar fi trebuit să fie anticlericale și revoluționare, și nu clerofasciste și conservatoare (având două funcții: de a răspândi „fascismul ortodox” care era antireacționar, secular și sindicalist, și de a diminua identitățile naționale asociate cu tradiția catolică sau calvină), promițându-se acestor grupuri că vor fi partidul unic care ar fi reprezentat unitatea nazistă în regiunile lor. Așadar, în cadrul Noii Ordini, naționalismul neerlandez și naționalismul flamand urmau să fie transformate într-un simplu provincialism, fără a permite o cale independentă neerlandeză către național-socialism, ci doar încorporarea lor forțată în structura politică nazistă.

### Planuri pentru Europa de Sud

#### Peninsula Iberică
Dictatorul spaniol, generalul Francisco Franco, a contemplat aderarea la război de partea germană. Falangiștii spanioli au formulat numeroase revendicări teritoriale. Franco a revendicat departamentele basce franceze vorbitoare de catalană Roussillon, Cerdagne și Andorra. Spania dorea de asemenea să recupereze Gibraltar de la Regatul Unit din cauza valorii simbolice și strategice. Franco a cerut, de asemenea, reunificarea Marocului ca protectorat spaniol, anexarea districtului Oran de la Algeria Franceză (acest lucru făcea parte din Lebensraumul Spaniei în cercurile falangiste) și o expansiune pe scară largă a Guineei Spaniole prin Camerunul Francez. Acest ultim proiect era nerealizabil deoarece se suprapunea cu ambiția teritorială germană de a recupera Camerunul German (ceea ce l-a supărat pe Hitler, deoarece el plănuia să-l recupereze) și Spania ar fi fost probabil forțată să renunțe complet la Guineea. Spania căuta, de asemenea, o federație cu Portugalia pe baza unor motive culturale și istorice comune (cum ar fi Uniunea Iberică), unii naționaliști spanioli afirmând că „din punct de vedere geografic, Portugalia nu are dreptul să existe”.
În legătură cu o ipotetică țară independentă a Cataloniei Mari propusă de anarhiști în timpul Războiului Civil Spaniol, naziștii au considerat aceasta o posibilitate inacceptabilă, deoarece ar fi ajutat doar la consolidarea puterii franceze în Marea Mediterană, fiind o politică franceză din vremea lui Carol cel Mare de a stabili un stat catalan ca stat tampon împotriva amenințării Peninsulei Iberice. Așadar, naziștii, și în special italienii, erau toleranți de posibilitatea unei Spanii Mari în încercuirea strategică a Franței, considerând Spania ca fiind din nou aliatul natural al Germaniei (referindu-se la Spania Habsburgică și la alianța monarhiei Habsburgice) și că ascensiunea ambelor puteri depindea de căderea Franței. Naziștii sperau să facă din Spania o putere suficient de viguroasă pentru a fi într-o poziție egală cu Italia lui Mussolini și pentru a evita statutul de condominiu franco-britanic în geopolitică, sperând că nu va putea rămâne neutră în Noua Ordine, fiind nevoită să aleagă între coaliția italo-germană sau o coaliție franceză în viitor.
În vara anului 1940, Hitler a considerat posibilitatea ocupării teritoriilor portugheze din Azore, Capul Verde, Madeira și a Insulelor Canare spaniole, toate aflate în Oceanul Atlantic, ca o încercare de a împiedica britanicii pentru a folosi un teren pentru acțiuni militare împotriva Europei controlate de naziști. În septembrie 1940, Hitler a adus din nou în discuție problema în cadrul unei discuții cu ministrul de externe spaniol Serrano Súñer, oferind acum Spaniei transferul uneia dintre insulele Canare pentru utilizare germană în schimbul Marocului Francez. Deși interesul lui Hitler pentru insulele Atlantice trebuie înțeles dintr-un cadru impus de situația militară din 1940, el nu avea în cele din urmă planuri de a elibera aceste baze navale importante de sub controlul german.
Totodată, în aceeași lună, Serrano Suñer a vizitat Berlinul pentru a se întâlni cu ministrul german de externe Joachim von Ribbentrop pentru a discuta cum ar putea Spania să intre cel mai bine în război de partea Axei. Totuși, Serrano Suñer și Ribbentrop nu s-au înțeles și au dezvoltat o mare ură reciprocă. Apoi, Ribbentrop i-a spus lui Serrano Suñer că, în schimbul ajutoarelor militare și economice naziste, și a „permiterii” Spaniei să recupereze Gibraltarul, Reichul german ar trebui să anexeze cel puțin una dintre Insulele Canare (Ribbentrop a afirmat că ideal ar fi fost ca germanii să aibă toate insulele Canare, dar era pregătit să fie generos și să ia doar una). De asemenea, s-a afirmat că naziștii ar trebui să li se permită să aibă baze aeriene și navale în Marocul spaniol cu drepturi extrateritoriale, companiile germane primind controlul asupra minelor spaniole și un tratat economic care ar fi transformat Spania într-o colonie economică a Germaniei. Serrano Suñer a fost șocat că germanii vedeau Spania ca pe un potențial stat satelit în loc de un partener egal.
După refuzul Spaniei de a se alătura războiului după Întâlnirea de la Hendaye (în cadrul căreia Hitler l-a amenințat pe Franco cu o posibilă anexare a teritoriilor spaniole de către regimul de la Vichy), Spania și Portugalia erau așteptate să fie invadate și să devină state marionetă. Ele urmau să predea orașe și insule de coastă din Atlantic Germaniei ca parte a Zidului Atlanticului și să servească drept facilități navale germane. Portugalia urma să cedeze Mozambicul Portughez și Angola Portugheză ca parte a proiectului colonial Mittelafrika.

#### Europa Mediterană
De asemenea, naziștii au susținut prin propagandă Blocul Latin propus de Mussolini și aprobat de Francisco Franco pentru a crea „Axa Roma-Madrid” împreună cu liderul regimului de la Vichy, Pétain. Obiectivul lor principal era să conteste dominația britanică în regiunea Mediterană, expulzându-i din Gibraltar (în Spania), Malta (în Italia) și Cipru (în Italia sau Statul Elen). Cu toate acestea, Mussolini și Franco sperau să echilibreze puterea între țările latine pentru a evita o preponderență germană. Mihai Antonescu din România și-a arătat sprijinul pentru inițiativă în vara anului 1941, propunând o alianță între România, Franța, Italia, Spania și Portugalia, care ar fi extins influența Blocului Latin până la Marea Neagră și Dunăre (restaurând cordonul sanitar francez, înlocuind Regatul Unit și SUA cu mari puteri latine) în timp ce dezvolta un bloc suficient de puternic pentru a face față lui Hitler și a negocia un armistițiu cu Aliații occidentali în cazul în care Germania Nazistă ar pierde războiul său preconizat împotriva sovieticilor (pe termen lung, aceasta ar fi servit pentru a salva de expansiunea sovietică toți partenerii naziștilor din Europa de Est, cum ar fi Ungaria, Croația, Finlanda, etc.), evitând să fie forțați de Aliații occidentali să restabilească liberalismul și poate chiar colapsul Germaniei Naziste într-o înfrângere totală (deși, fiind liberi de influența germană).
António de Oliveira Salazar, un prieten personal al lui Pétain, și-a arătat interesul pentru incorporarea Portugaliei după ce a fost invitat de regimul de la Vichy, deoarece Salazar era convins că țările latine ar trebui să joace un rol deplin și să se unească în Noua Ordine după înfrângerea Aliaților, nu doar pentru dezvoltarea unui bloc anticomunist și antibritanic bazat pe ideologii comune (cu baza în corporatism, fascism clerical și elemente ale învățăturii sociale catolice cu sindicalism), ci și pentru inevitabilul conflict dintre viziunea geopolitică panlatinism-mediteraneanism și pangermanism-nordicism pentru civilizația occidentală. Aceste intenții pe termen lung au determinat Germania Nazistă să nu aibă încredere în statul francez și să încerce să submineze proiectul profitând de amatorismul diplomației de la Vichy. De asemenea, regimul de la Vichy a încercat să invite Vaticanul în Blocul Latin, argumentând că pe termen lung ar servi ca un stat antiprotestant și antiiudaic, ajutând de asemenea catolicismul tradițional împotriva amenințării democrației liberale din Europa de Nord și moștenirea Revoluției Franceze (pe când romanticizarea acesteia era pusă la îndoială academic în cadrul Révolution nationale care căuta să întemeieze o Franță postrepublicană reconciliată cu catolicismul contrarevoluționar), dar Papa Pius al XII-lea a refuzat să sprijine regimuri care erau deschis autoritare, cezariste și practicau „statolatria” (așa cum Biserica Catolică a condamnat fascismul în enciclica Non abbiamo bisogno) în timp ce colaborau militar activ cu Germania Nazistă antisemită și cu ideologiile sale totalitare (deoarece național-socialismul a fost condamnat în enciclica Mit brennender Sorge), Sfântul Scaun neavând capacitatea de a legitima pe deplin regimul de la Vichy și regimurile sale echivalente catolice naționale, până când aceste regimuri moderniste reacționare au practicat integrismul catolic al doctrinei sociale, care implica detașarea lor de ideologiile naționaliste și modernismul politic (și astfel, ieșirea din colaborarea cu Puterile Axei).

### Crearea unui Reich Germanic Mare

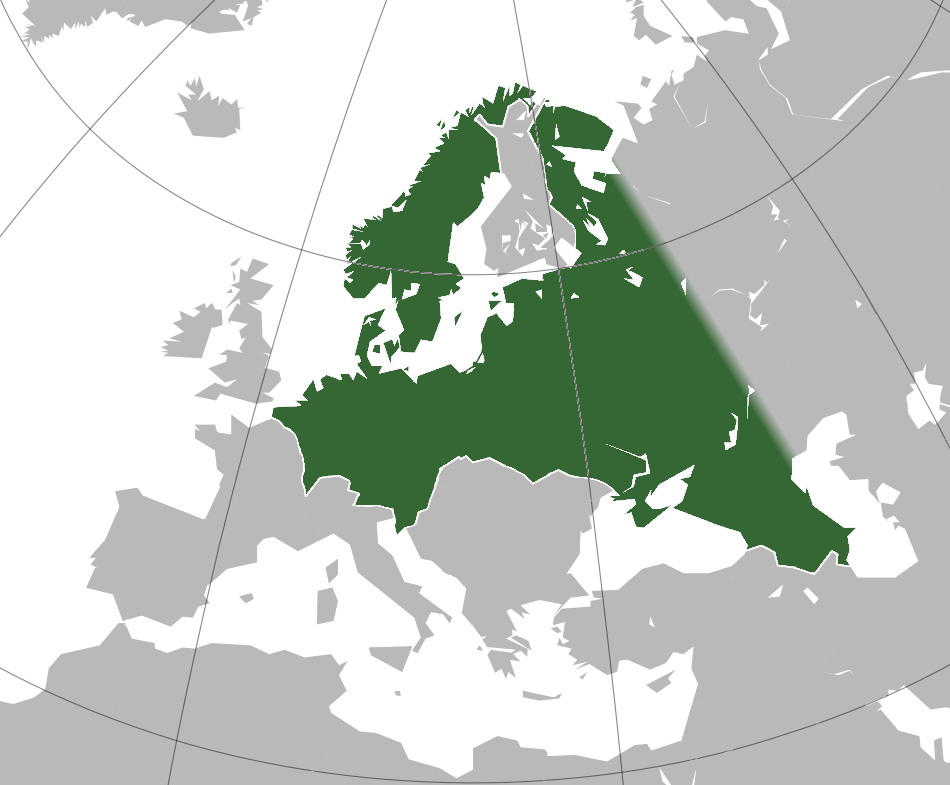
Granițele „Reichului Germanic Mare” planificat, bazate pe diverse proiecții ținte, doar parțial sistematizate (de exemplu, Generalplan Ost) din sursele administrației de stat și conducerii SS.

Una dintre cele mai elaborate proiecte naziste inițiate în teritoriile recent cucerite în această perioadă a războiului era stabilirea planificată a unui „Reich Germanic Mare al Națiunii Germane” (Großgermanisches Reich Deutscher Nation). Acest viitor imperiu urma să constea, pe lângă Germania Mare, practic din toată Europa istoric germanică (cu excepția Marii Britanii), ai cărei locuitori erau considerați „arieni” în natura lor. Consolidarea acestor țări ca simple provincii ale celui de-al Treilea Reich, în aceeași manieră în care Austria fusese redusă la „Ostmark”, urma să fie realizată printr-un proces rapid aplicat de Gleichschaltung (sincronizare). Intenția finală a acestui demers era eradicarea tuturor urmărilor conștiinței naționale mai degrabă decât rasiale, deși limbile lor native urmau să rămână în existență.

### Stabilirea dominației germane în Europa de Sud-Est
Imediat înainte de invazia Germaniei asupra Uniunii Sovietice, cinci țări – Slovacia, Ungaria, România, Bulgaria și Croația – erau deja state client ale Germaniei Naziste. Serbia era sub ocupație militară germană directă, iar Muntenegru și Albania erau sub ocupația Italiei. Grecia era sub ocupație militară germano-italiană directă din cauza creșterii mișcării de rezistență. Deși tehnic se afla în sfera de influență italiană, Croația era, în realitate, un stat marionetă condominium al celor două puteri ale Axei, Italia controlând jumătatea sud-vestică, iar Germania jumătatea nord-estică.

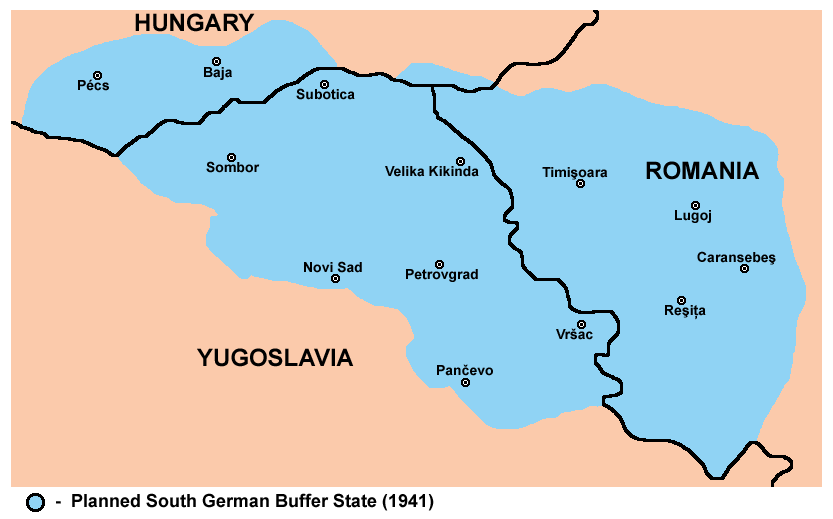
Planul de stat-tampon al Germaniei pe Dunăre, care urma să fie compus de etnici germani din Banat

Hitler observa că baze germane permanente ar putea fi stabilite la Belgrad (eventual să fie redenumită Prinz-Eugen-Stadt) și Salonic. Reichfestung Belgrad fusese menționat într-un „mare memorandum secret” de către Secretarul de Stat și Șeful Brigăzilor SS Wilhelm Stuckart în 1941, referindu-se la situația și soarta viitoare a Germaniei în teritoriile fostei Iugoslavii, pe baza scenariilor din 1939 de Werner Lorenz și Hauptamt Volksdeutsche Mittelstelle. Nume precum Prinz-Eugen-Gau, Reichsgau Banat, Donauprotektorat, Schwabenland, Donaudeutschland sau Autonomes Siebenbürgen au fost propuse pentru a desemna acest teritoriu. Acest stat-tampon al germanilor din Serbia ar fi avut scopul asigurării supremației germane permanente asupra bazinului Dunării și apoi planificării unei reorganizări economice a Balcanilor. Relocarea germanilor în această diviziune administrativă era planificată ca fiind consecința logică.
Chiar și fără anexarea Banatului la Marele Reich German, statele din Europa de Sud-Est ar fi rămas doar formal independente; în realitate dominarea lor economică și militară ar fi gravitat ca sateliți în orbita hegemonică germanică, într-o dependență similară cu planurile Mitteleuropa din Primul Război Mondial.

### Cucerirea Lebensraum în Europa de Est
„Și așa, noi, Național-Socialiștii, trasăm conștient o linie sub tendința de politică externă a perioadei noastre antebelice. Continuăm de unde ne-am oprit acum șase sute de ani. Oprim mișcarea germană nesfârșită spre sud și vest și ne îndreptăm privirea spre pământul din est. În sfârșit, întrerupem politica colonială și comercială a perioadei antebelice și ne mutăm la politica pământului a viitorului. Dacă vorbim astăzi despre pământ în Europa, putem avea în minte în principal doar Rusia și statele sale vasale de la graniță.— Adolf Hitler în Mein Kampf pe Lebensraum în Est. 
Adolf Hitler a argumentat în Mein Kampf, în capitolul „Orientarea Estică sau Politica Estică”, că germanii aveau nevoie de Lebensraum în Est și l-a descris ca un „destin istoric” care ar hrăni corespunzător generațiile viitoare de germani. Hitler credea că „organizarea unei formațiuni statale rusești nu era rezultatul abilităților politice ale slavilor din Rusia, ci doar un exemplu minunat al eficacității formării statale a elementului german într-o rasă inferioară.” Pe 3 februarie 1933, Hitler s-a adresat personalului armatei și a declarat că problemele Germaniei ar putea fi rezolvate prin „cucerirea de noi spații vitale în est și prin germanizarea sa fără milă.” Invaziile sale anterioare ale Cehoslovaciei și Poloniei pot fi direct legate de dorința sa pentru Lebensraum enunțată în Mein Kampf.

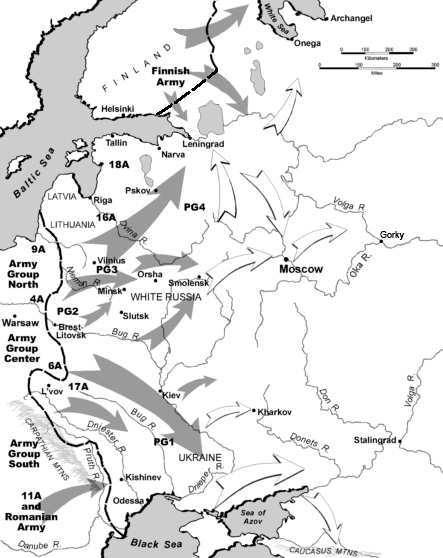
Planul ofensiv pentru Operațiunea Barbarossa.

Implementarea planului pe termen lung pentru Noua Ordine a început pe 22 iunie 1941 cu Operațiunea Barbarossa, invazia Uniunii Sovietice. Scopul campaniei nu era doar distrugerea regimului sovietic—pe care naziștii îl considerau ilegitim și criminal—ci și reorganizarea rasială a Rusiei europene, detaliată pentru elita nazistă în Generalplan Ost („Planul General pentru Est”). Filosoful partidului nazist Alfred Rosenberg (care, de altfel, a protestat împotriva politicii inumane față de slavi) era Ministrul pentru Teritoriile de Est, persoana nominalizată responsabilă de proiect, iar Heinrich Himmler, șeful SS, a fost desemnat să implementeze Planul General pentru Est care detaliază înrobirea, expulzarea și exterminarea popoarelor baltice și slavilor.
În plus, Hitler spera să transforme Germania într-o autarhie totală impenetrabilă prin blocade, prin exploatarea resurselor vaste aflate pe teritoriile sovietice: Ucraina urma să furnizeze cereale, ulei vegetal, furaje, minereu de fier, nichel, mangan, cărbune, molibden; Crimeea – cauciuc natural, citrice, bumbac; Marea Neagră – pește; iar Caucazul – țiței.
Până în 1942, regimurile cvasicoloniale numite Guvernământul General în Polonia, Reichskommissariat Ostland în statele baltice și Belarus și Reichskommissariat Ucraina în Ucraina fuseseră stabilite. Trei diviziuni administrative suplimentare erau prevăzute: un Reichskommissariat Moskowien care ar include majoritatea Rusiei europene, un Reichskommissariat Kaukasien în Caucaz și un Reichskommissariat Turkestan în Asia Centrală sovietică. Această politică era însoțită de anihilarea întregii populații evreiești (soluția finală), precum și de înrobirea slavilor, care urmau să fie transformați în muncitori sclavi pe proprietățile ce urmau să fie acordate soldaților SS după cucerirea Rusiei europene. Fiecare dintre acești „soldați țărani” SS era așteptat să procreeze cel puțin șapte copii.
Femeile germane erau încurajate să aibă cât mai mulți copii posibil pentru a popula teritoriile estice recent dobândite. Pentru a stimula această politică de fertilitate, programul Lebensborn a fost extins iar decorația de stat cunoscută sub numele de Crucea de Onoare Aurie a Mamei Germane a fost instituită, care era acordată femeilor germane care nășteau cel puțin opt copii pentru al Treilea Reich. De asemenea, Martin Bormann și Himmler au încercat să introducă o nouă legislație privind căsătoriile pentru a facilita creșterea populației, care ar fi permis eroilor de război decorați să se căsătorească cu o altă soție. Himmler își imagina o populație germană de 300.000.000 de locuitori până în anul 2000.
Rosenberg considera obiectivul politic al Operațiunii Barbarossa nu doar distrugerea regimului bolșevic, ci „inversarea dinamismului rus” spre est (Siberia) și eliberarea Reichului de „coșmarul estic pentru secolele viitoare” prin eliminarea statului rus, indiferent de ideologia sa politică. Existența continuată a Rusiei ca potențial instigator al panslavismului și puterea sa sugestivă asupra altor popoare slave în lupta dintre „germanism” și „slavism” era văzută ca o amenințare majoră. Aceasta urma să fie rezolvată prin exploatarea forțelor centrifuge etnice și limitarea influenței „marelui rusism” (Großrussentum) prin promovarea segmentării într-o manieră similară cu divide et impera.
Într-un memorandum trimis lui Rosenberg în martie 1942, antropologul nazist Otto Reche argumenta dispariția 'Rusiei' atât ca concept etnic cât și politic și promovarea unei noi mulțimi de etnii bazate pe triburi slave medievale precum viaticii și severienii. Chiar și Rutenia Albă, iar în special Ucraina („în extensia sa actuală”) era considerată a fi periculos de mare. Heinrich Himmler pledase deja pentru o astfel de politică generală față de Europa de Est în 1940. Un memorandum secret din 1940 al lui Himmler intitulat „Gânduri despre Tratamentul Popoarelor Străine din Est” exprima că germanii trebuie să dezintegreze cât mai multe grupuri etnice minoritare din Europa ocupată de Germania, inclusiv ucraineni, „ruși albi” (belaruși), Gorali (Goralenvolk), Lemkieni și Cașubi și să găsească toți oamenii „valoroși din punct de vedere rasial” pentru a-i asimila în Germania.
Ministerul de Est răspundea că accentul pus de Reche pe pluralitatea grupurilor etnice din Uniunea Sovietică era corect „în sine”, dar era sceptic cu privire la propunerea sa de a readuce la viață naționalități obscure și dispărute. El își apăra propunerea argumentând că „[sic] în domeniul etnicității multe au fost deja readuse cu succes la viață!”, dar întreba dacă numele legate de orașele principale din fiecare zonă ar putea îndeplini acest rol. Un memoriu redactat de Erhard Wetzel din administrația Oficiului Politicii Rasiale al NSDAP din aprilie 1942 detaliază divizarea Reichskommissariat Moskowien în Generalkommissariate foarte slab legate între ele. Obiectivul era subminarea coeziunii naționale a rușilor prin promovarea identificării regionale; un rus din Generalkommissariat Gorki urma să simtă că este diferit față de un rus din Generalkommissariat Tula. De asemenea, o sursă de discuție în cercurile naziste era înlocuirea literelor chirilice cu alfabetul german. În iulie 1944, Himmler i-a ordonat lui Ernst Kaltenbrunner, șeful RSHA, să înceapă deportarea credincioșilor Martorilor lui Iehova către estul ocupat. Himmler considera Martorii lui Iehova ca fiind economi, harnici, onești și fervenți în pacifismul lor și credea că aceste trăsături erau extrem de dorite pentru națiunile supuse din est – cu toate acestea aproximativ 2.500 până la 5.000 de Martori ai lui Iehova au devenit victime ale Holocaustului.
O serie de „linii directoare semantice” publicate de Ministerul German de Interne în 1942 declarau că este permis să se folosească cuvântul 'Rusia' doar cu referire la „Imperiul Petersburg” al lui Petru cel Mare și succesorii acestuia până la Revoluția din 1917. Perioada dintre 1300 și Petru cel Mare (Marele Cnezat al Moscovei și Țaratul Rusiei) urma să fie numită „statul muscovit”, iar Rusia post-1917 nu trebuia deloc menționată ca imperiu sau stat; termenii preferați pentru această perioadă erau „haos bolșevic” sau „elemente comuniste”. În plus, expresiile istorice precum Rusia Mică (Ucraina), Rusia Albă (Belarus/Rutenia Albă), Marea Rusiei (pentru Marea Neagră) și Asia Rusă (pentru Siberia și Asia Centrală) urmau să fie complet evitate ca terminologie a „imperialismului muscovit”. „Tătarii” erau descriși folosind un termen peiorativ rusesc pentru turcii din Volga, Crimeea și Azerbaidjan, care trebuia evitat preferabil; respectiv trebuiau înlocuiți cu conceptele „Idel (Volga)-Uralian”, „turcii crimeeni” și azeri.

### Eforturile de relocare

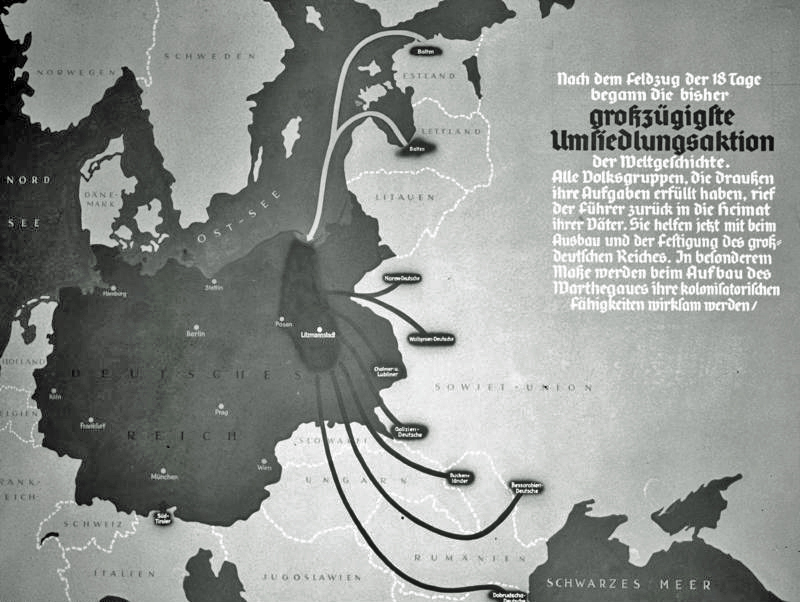
O hartă germană realizată după înfrângerea Poloniei în 1939, care cheamă coloniștii de descendență germană din Europa de Est să se întoarcă în Warthegau.

Până în 1942, imperiul lui Hitler cuprindea o mare parte din Europa, dar teritoriile anexate nu aveau populația dorită de naziști. După ce Germania obținea Lebensraumul, trebuia să populeze aceste pământuri conform ideologiei și principiilor rasiale naziste. Acest lucru urma să fie realizat înainte de sfârșitul războiului printr-o „reordonare a relațiilor etnografice”. Primul pas al acestui proiect fusese deja făcut de Hitler pe 7 octombrie 1939, când Himmler a fost numit Reichskommissar pentru Consolidarea Germanității (Reichskommissar für die Festiung deutschen Volkstums, RKFDV); (vezi și Hauptamt Volksdeutsche Mittelstelle, VoMi). Această poziție îi autoriza lui Himmler să repatrieze germanii etnici (Volksdeutsche) care trăiau în străinătate în Polonia ocupată. Jurisdicția lui Himmler ca gardian al eforturilor de reîntregire a Volksdeutsche a fost extinsă la alte teritorii ocupate care urmau să fie germanizate pe măsură ce războiul continua. Pentru a face loc coloniștilor germani, sute de mii de polonezi și francezi care trăiau în aceste teritorii au fost transferați peste granițe. Marea majoritate a Volksdeutsche-ului lui Himmler au fost obținuți din sfera de interes sovietică în baza tratatului de „schimb de populație” germano-sovietic.

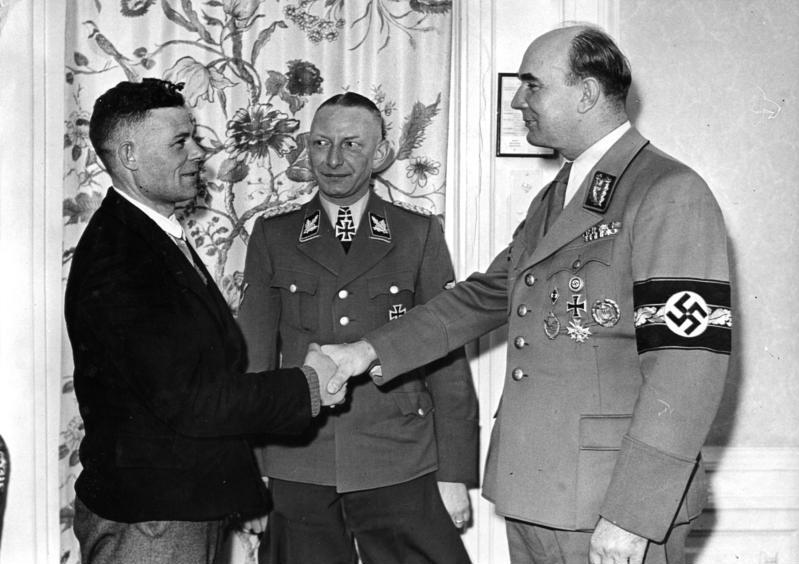
Gauleiter Greiser salutându-l pe germanul al milionulea din Reichsgau Wartheland, 1944

La sfârșitul anului 1942, un total de 629.000 de Volksdeutsche fuseseră relocați, iar pregătirile pentru transferul altor 393.000 erau în curs de desfășurare. Obiectivul pe termen lung al VoMi era relocarea a încă 5,4 milioane de Volksdeutsche, în principal din Transilvania, Banat, Franța, Ungaria și România. Imigranții erau clasificați fie ca fiind nesiguri din punct de vedere rasial sau politic (stabiliți în Altreich), de calitate superioară (stabiliți în teritoriile estice anexate) sau potriviți pentru taberele de tranzit. Himmler s-a confruntat cu dificultăți considerabile cu Volksdeutsche-ul din Franța și Luxemburg, care adesea doreau să-și păstreze statutul anterior ca cetățeni ai țărilor lor respective.
| Teritoriul de origine    | Total     | Relocare în teritoriile estice anexate                |
| ------------------------ | --------- | ----------------------------------------------------- |
| Estonia și Letonia       | 76,895    | 57,249                                                |
| Lituania                 | 51,076    | 30,315                                                |
| Volinia, Galicia, Narew  | 136,958   | 109,482                                               |
| Guvernul General Din Est | 32,960    | 25,956                                                |
| Basarabia                | 93,342    | 89,201                                                |
| Nordul Bucovinei         | 43,670    | 24,203                                                |
| Bucovina de Sud          | 52,149    | 40,804                                                |
| Dobrogea                 | 15,454    | 11,812                                                |
| România (regat)          | 10,115    | 1,129                                                 |
| Gottschee și Ljubljana   | 15,008    | 13,143                                                |
| Bulgaria                 | 1,945     | 226                                                   |
| Serbia reziduală         | 2,900     | 350                                                   |
| Rusia                    | 350,000   | 177,146                                               |
| Grecia                   | 250       |                                                       |
| Bosnia                   | 18,437    | 3,698                                                 |
| Slovacia                 | 98        |                                                       |
| Tirolul de Sud           | 88,630    | Reich, Protectorat, Luxemburg: 68.162                 |
| Franța                   | 19,226    | Alsacia, Lorena, Luxemburg, Reich, Protectorat: 9.572 |
| Total                    | 1,009,113 | 662,448                                               |

## Planuri pentru alte părți ale lumii în afara Europei

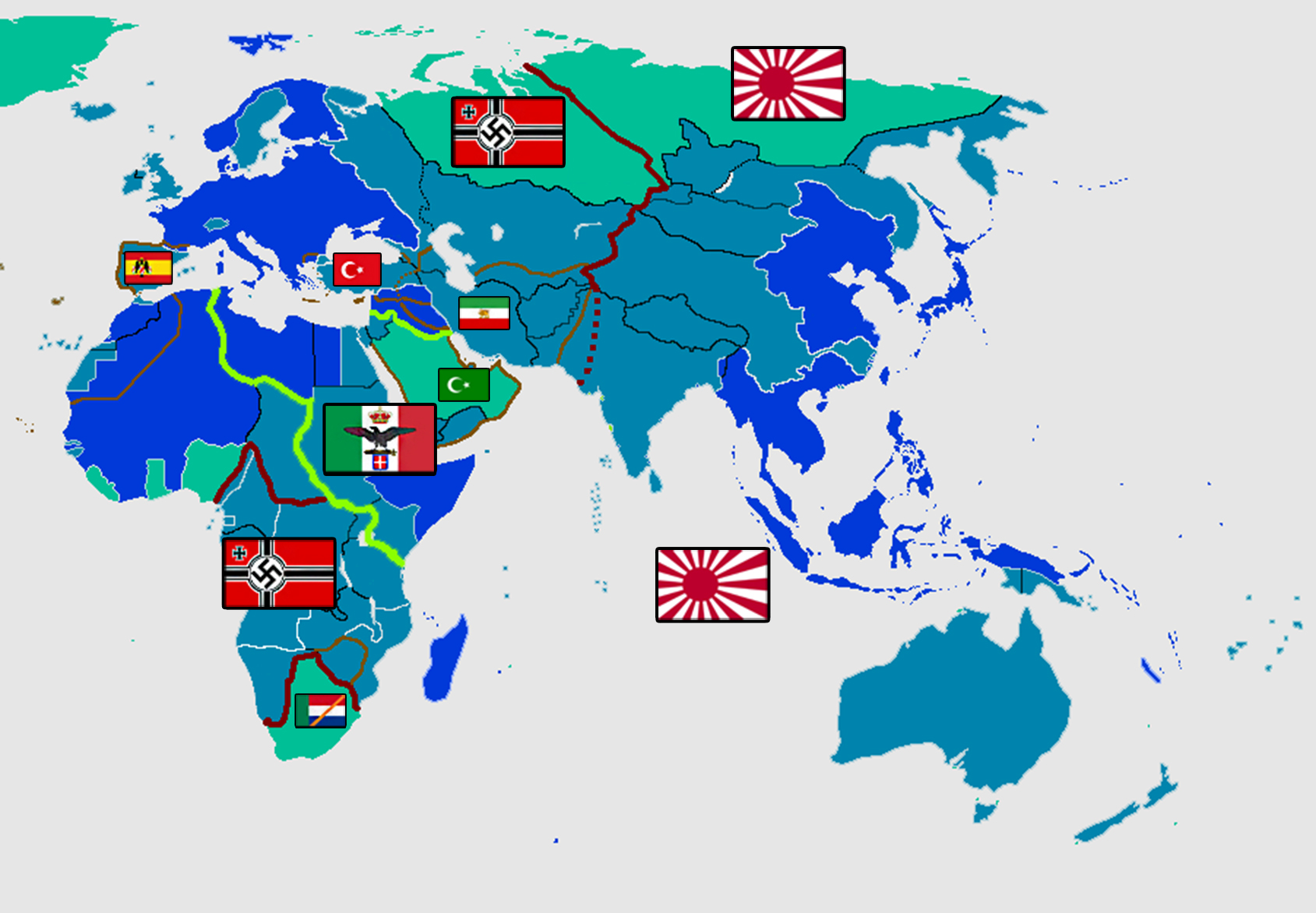
Hărți ale negocierilor puterilor Axei privind împărțirea Asiei și a Africii, inclusiv parteneri propuși cu statut egal pentru Noua Ordine (condiționat de nivelul lor de cooperare).

Italia fascistă și Germania Nazistă aveau două metode de operare pentru a-și extinde sfera de influență în afara Europei, constând în diplomație interguvernamentală din partea ministerelor de externe ale fiecărei țări, cu consulatele lor, dezvoltând în același timp propagandă și activități subversive prin agenții neoficiale legate de Puterile Axei, cum ar fi Liga Fascistă a Americii de Nord sau ramura Ausland-Organisation (organizații străine) a Partidului Nazist. Acestea serveau la stabilirea hegemoniei politice și economice a Puterilor Axei în țările selectate, folosindu-le pentru a extinde influența Puterilor Axei prin continentele lor.

### Planuri pentru Africa
Gândurile geopolitice ale lui Hitler despre Africa au ocupat întotdeauna o poziție secundară față de obiectivele sale expansioniste în Europa însăși. Anunțurile sale publice înainte de izbucnirea războiului că fostele colonii ale Germaniei ar trebui să i se restituie au servit în principal ca mize în scopuri teritoriale în Europa. Cu toate acestea, se aștepta ca Africa să cadă sub control german într-un fel sau altul după ce Germania ar fi obținut mai întâi supremația asupra propriului continent. Totuși, interesul lui Hitler pentru coloniile africane era în principal motivat de prestigiul internațional sub presiunea elitelor germane, dar el însuși era indiferent și se opunea întotdeauna inițierii unei politici coloniale germane în Africa atâta timp cât nu era îndeplinit Drang nach Osten (o politică colonială asupra Europei de Est), fiind convins că afacerile africane ar fi o distragere de la nevoile economice reale ale Germaniei în asigurarea Lebensraumului. El critica Germania wilhelminiană pentru lipsa sa de viziune pe termen lung dorind să imite talasocrația britanică și câștigând mulți dușmani în întreaga lume, deoarece credea că Reichul german era determinat de istorie și geografie să practice o geopolitică continentalistă (lăudând viziunea imperialistă a lui Otto von Bismarck sau a lui Frederic cel Mare, ambii opunându-se dezvoltării imperiilor coloniale și mai aproape de „caracterul imperial autentic germanic” care exista în Primul Reich sub Hohenstaufen și Ottonieni, sau în invaziile germanice), spre deosebire de statele din Europa de Vest care erau condiționate să traverseze Oceanul Atlantic.
„Oprim migrarea eternă germanică spre sud și vestul Europei și ne îndreptăm atenția spre pământurile din est. În sfârșit punem capăt politicii coloniale și comerciale a perioadei antebelice și ne îndreptăm spre politica agrară a viitorului.”—Adolf Hitler
„În ceea ce privește politica colonială, el a fost de acord cu punctul meu de vedere: comemorări demne, dar nu până la punctul în care pot fi văzute ca 'începutul unei noi politici coloniale'.”—Alfred Rosenberg

#### Planuri pentru stabilirea unui dominion colonial african
Într-o perspectivă globală, intențiile generale ale lui Hitler pentru viitoarea organizare a Africii împărțeau continentul în trei părți. Treimea nordică urma să fie alocată aliatului său italian (crezând că geopolitica sa naturală indica regiunea Mediterană-Marea Roșie, similar Imperiului Roman, și că Germania ar trebui să respecte acest lucru atâta timp cât Italia nu îi trăda), în timp ce partea centrală urma să cadă sub stăpânirea germană, bazată pe restaurarea proiectelor anterioare Mittelafrika. Sectorul sudic rămas urma să fie controlat de un stat afrikaner pronazist, construit pe baze rasiale. Pe 30 martie 1933, într-o reuniune cu președintele Societății Coloniale Germane, Heinrich Schnee, Hitler a promis sprijin germanilor din fostele colonii (în special în fostul Togoland și Kamerun).
„În ceea ce privește coloniile noastre din străinătate, nu ne-am abandonat deloc aspirațiile coloniale; această problemă trebuie rezolvată corect. Există multe lucruri pe care Germania trebuie să le obțină din colonii și avem nevoie de colonii la fel ca orice altă țară.”—Adolf Hitler, Ziarul britanic „Sunday Express” de la 30 ianuarie 1933

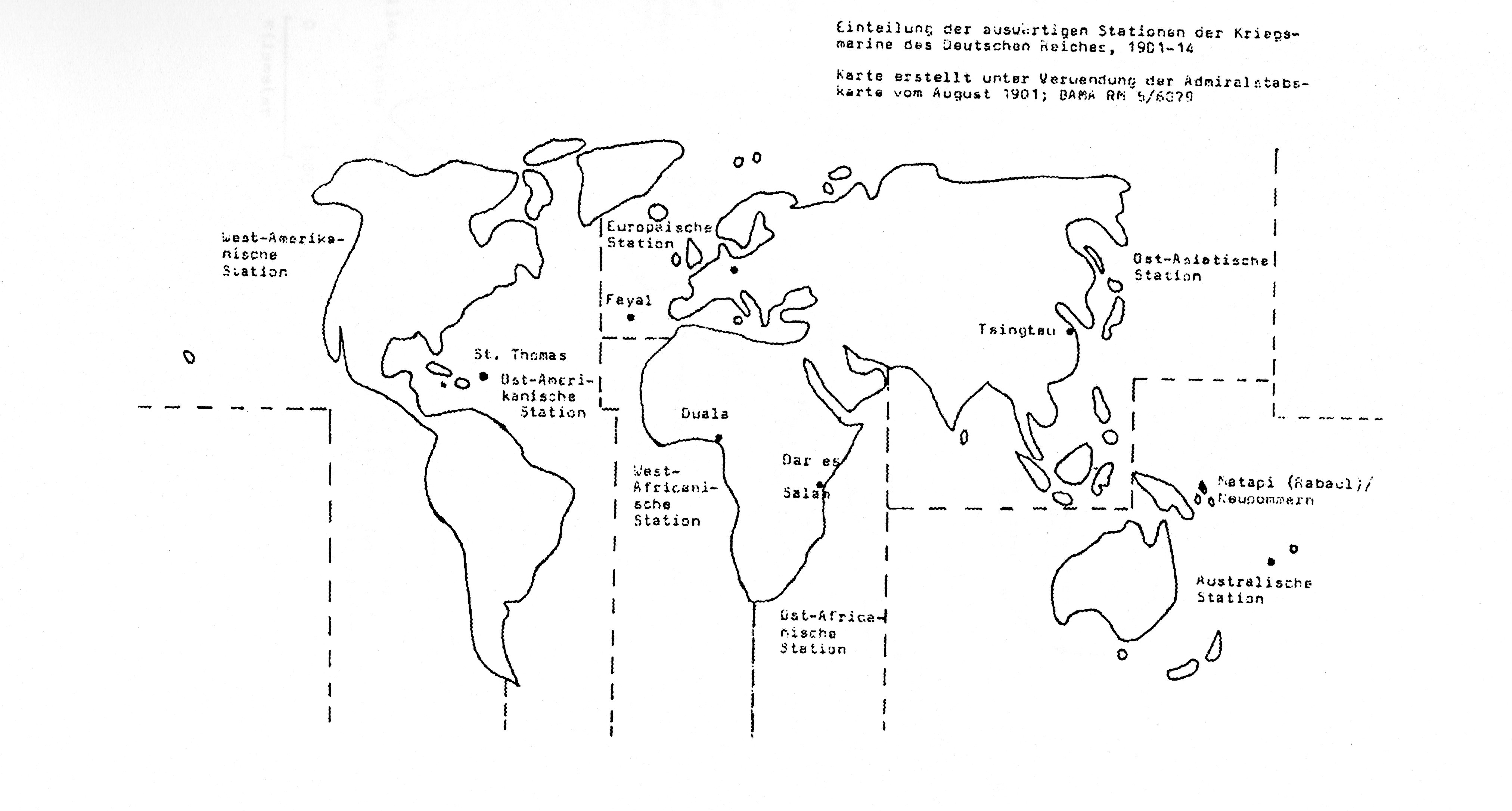
Hartă a stațiilor externe ale Marinei Imperiale Germane din întreaga lume între 1901-1914 (cu zonele sale de operațiuni). Germania Nazistă dorea restaurarea acelui sistem global, astfel că politica colonială era o necesitate pragmatică în Noua Ordine.

Pe termen lung, Germania Nazistă plănuia să creeze un sistem de Kolonialkanonenboot (nave coloniale) cu scopul de a le plasa în coloniile oceanice restaurate, care ar servi la restabilirea Stationsdienstului din Al Doilea Reich, care era un sistem de porturi germane (Auslandsstationen) pentru sarcini în ape străine care protejau interesele comerciale și coloniale germane, asigurând astfel rutele maritime din întreaga lume din motive militare și economice pe o scară geopolitică mai mare și global împotriva puterii navale a altor mari puteri precum Imperiul Britanic, Imperiul Francez și Statele Unite ale Americii (de asemenea Imperiul Italian și imperiul Japonez în viitor). Se teoretizează că aceasta era complementară Planului Z al Kriegsmarinei și eforturilor sale de a deveni o flotă demnă de o putere mondială, asemănătoare Marinei Regale Britanice.
Pe termen scurt, Germania Nazistă dorea doar să câștige prestigiu internațional, să satisfacă cerințele naționaliștilor mișcării Kolonialrevisionismus, necesitățile economice ale unei burghezii expansive și cerințele politice ale fostelor clase coloniale germane, atât foștii conducători coloniali germani cât și foști afro-germani care își mențineau loialitatea față de Reich. În martie 1935 s-a discutat prima dată despre returnarea fostelor colonii germane în negocieri oficiale cu reprezentanții guvernului britanic; astfel „problema colonială” a rămas un subiect constant (deși relativ minor) de negociere între guvernul german și britanic. Pe 4 februarie 1936, Hitler a cerut public cedarea a două colonii în schimbul continuării „prieteniei active germane” cu Marea Britanie. Marea Britanie a îndemnat Germania să „ajungă la un acord” mai întâi cu părți ale imperiilor coloniale belgiene, portugheze și neerlandeze, încercând să evite revendicările. După presiuni, Anglia ar fi fost de acord doar cu returnarea coloniilor către Germania dacă acestea erau declarate mandate ale Ligii Națiunilor (evitând înarmarea nativilor) și cerând compensații economice. Cu toate acestea, Hitler dorea returnarea coloniilor fără compensație de niciun fel deoarece coloniile germane fuseseră deposedate de Germania fără compensație. Pe 3 martie 1938, ambasadorul britanic Nevile Henderson i-a prezentat lui Adolf Hitler o ofertă colonială din partea prim-ministrului său Neville Chamberlain, constând în redistribuirea întregii Africii Centrale (sub paralela 5° și peste Zambezi) într-o administrație internațională a Africii pe baza principiilor economice și umanitare comune. Britanicii au oferit că, pe lângă unele dintre fostele sale colonii, Germania urma să primească o parte din posesiunile coloniale portugheze și belgiene compensând totodată pierderea altor colonii. Cu toate acestea, Germania Nazistă nu era interesată într-un domeniu comun și cu atât mai puțin să piardă coloniile sale originale care încă aveau populație germanică; Hitler a întrebat personal dacă nu ar fi mai ușor ca Germania să-și recupereze fostele colonii decât să facă Belgia și Portugalia să creadă că Germania este dornică după proprietatea altora.
Federația Germană a Serviciului Public a început cursuri de formare pentru oficialii coloniali în 1938 iar în octombrie 1938 s-a fondat primul centru de formare pentru politica colonială a Reichului când Biroul NSDAP pentru Politică Colonială (KPA) a deschis o filială la Ladenburg, lângă Berlin. KPA dezvolta încă din septembrie 1936 cursuri pentru „a forma o echipă de experți coloniali care vor transmite cunoștințele lor altora”, având ca obiectiv principal instruirea personalului administrativ pentru fostele colonii care se anticipa că vor reveni mai repede sub stăpânirea germanică odată cu începutul negocierilor cu britanicii. De asemenea, Ministerul Propagandei Publice al Reichului a început să folosească termenul „Coloniile Germane” în loc de „Coloniile Pierdute” sau „Fostele Colonii” încă din 14 februarie 1939. În plus, pe 9 martie 1939, Hitler l-a însărcinat pe șeful Biroului NSDAP pentru Politica Colonială Franz Ritter von Epp, să reînființeze un Birou Colonial al Reichului pentru gestionarea coloniilor din Africa; acesta va deveni ulterior un Ministerul Colonial al Reichului care va fi situat la Neuer Marstall sub ordinul lui Hitler în martie 1941. De asemenea prin decretul lui Heinrich Himmler din 14 ianuarie 1941 s-a stabilit un Birou de Poliție Colonial sub comanda lui Karl Pfeffer-Wildenbruch; iar în martie 1941 s-a inaugurat prima școală de poliție colonială (cu Helbert Jilski ca comandant) la Palatul Oranienburg (lângă Berlin) iar în ianuarie 1942 s-a deschis cea de-a doua la Viena. În plus s-a fondat o școală tehnică pentru comerț extern și comercianți coloniali la Bremen în noiembrie 1942, având ca scop imitarea Ligii Hanseatice la scară colonială. În cele din urmă Hitler a declarat că dorea dezvoltarea unor forțe speciale în Africa precum Schutzstaffel sau foști membri ai Wehrmachtului preferând pur și simplu mutarea personalului direct din Wehrmacht pentru a dezvolta o Armată Colonială Germană.
În ceea ce privește împărțirea coloniilor africane ale puterile aliate (imperiul colonial francez și imperiul colonial belgian, în care au fost stabilite ramuri ale birourilor coloniale naziste în statele lor) care au fost înfrânte la căderea Franței, se aștepta ca aceasta să fie un teritoriu mai mare decât fostul imperiu colonial german. În acel ideal, Franz Halder i-a spus direct lui Hitler însuși (pe 13 iulie 1940) că: „Congoul francez și belgian vor fi revendicate pentru noi.” De asemenea, când o victorie rapidă împotriva Imperiului Britanic era o posibilitate, Joachim von Ribbentrop a călătorit în Italia în septembrie 1940 cu misiunea de a începe negocieri privind împărțirea Africii după o finalizare victorioasă a războiului cu Marea Britanie. Conform acestor conversații, s-a convenit că toată Africa Centrală și de Sud ar merge în sfera de influență a Germaniei, în timp ce Africa de Vest și de Nord ar reveni Italiei, cu excepția Marocului Mare, care era considerat a fi dat Spaniei franchiste sau restabilit ca un stat tampon.

##### Africa de Nord

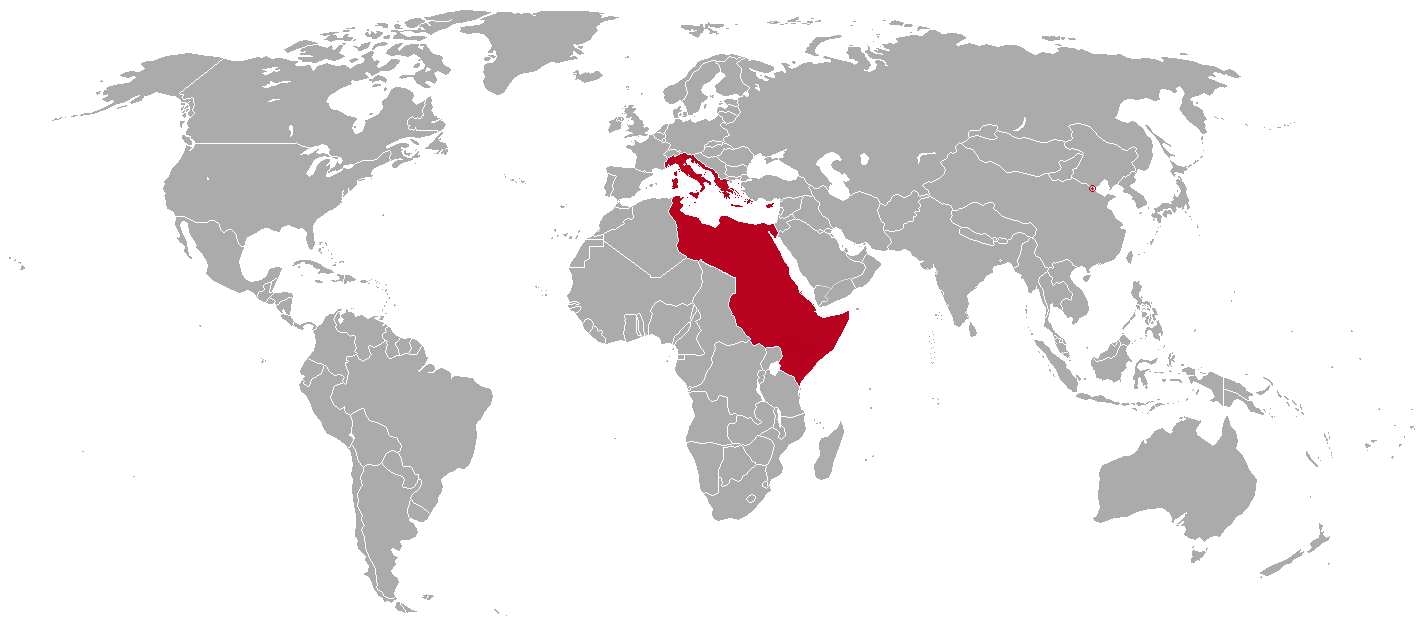
Ambițiile italiene asupra Africii, care erau în mare parte acceptabile pentru planurile naziste din Noua Ordine.

Naziștii considerau că pentru a stăpâni Africa de Nord, mai întâi trebuiau să colaboreze cu fasciștii din Italia, Spania și Franța, iar apoi să folosească populațiile locale din Maghreb și naționaliștii islamici ca mize, răspândind ideea că Germania era salvatoarea lor față de celelalte imperii și astfel având un sens pentru a pune presiune asupra partenerilor lor (pe termen lung, potențiali rivali pentru a domina subiecții lor arabi). Germania Nazistă era dispusă să ofere Imperiului Italian primatul asupra Africii de Nord și controlul complet asupra Africii de Est (cu excepția fostei Africi de Est Germane), fiind un imperiu contiguu de la coastele Tunisiei până la cele din Somalia Mare, îndeplinind ambițiile imperiale ale lui Mussolini. Aceasta se datora unei vechi schimburi germano-italiene privind proiectele coloniale în Africa, provocând faptul că planurile militare germane din perioada nazistă erau mai orientate către Africa italiană decât către fosta Africa germană. Chiar și cursuri pentru ofițerii coloniali germani erau organizate de școala de poliție colonială italiană din Tivoli. În plus, Mussolini dorea să obțină controlul asupra Marocului spaniol, Ceuta și Insulele Baleare, fără a avea opoziție din partea Germaniei Naziste.
În ceea ce privește împărțirea coloniilor africane franceze între guvernul spaniol și italian, Hitler a refuzat să ofere promisiuni oficiale în timpul războiului, temându-se să nu piardă sprijinul statului francez. Cu toate acestea, cedarea Tunisiei franceze și Djiboutiului francez italienilor era considerată inevitabilă în viitor. De asemenea, la întâlnirea de la Hendaye, Hitler i-a promis personal și în secret lui Francisco Franco că Imperiul Spaniol în Africa va câștiga teritorii din rămășițele Africii de Vest franceze, dar doar cu condiția ca Spania să intre în al Doilea Război Mondial; dar el își exprima nemulțumirea față de cererile exagerate ale africaniștilor spanioli (Spania solicita Marocul, nord-vestul Algeriei, Mauritania și Camerunul) și încerca să fie cât mai vag posibil în compromisurile ipotetice legate de Spania pentru a evita să-l înfurie pe Mussolini și ambiția lui Pétain asupra Africii de Nord (germanii credeau că regimul de la Vichy era mai capabil să se apere împotriva unui atac britanic decât Spania francistă), menținând totodată în secret că Germania Nazistă dorea să-i expulzeze pe spanioli din Guineea Ecuatorială sau Insulele Canare, deoarece Hitler dorea să le cucerească pe ambele pentru Germania într-o viitoare politică atlantică împotriva Americii de Nord după câștigarea războiului (considerând să compenseze Spania cu Sierra Leone britanică, Nigeria de Vest Britanică sau Liberia proaliată).

Cu toate acestea, Hitler recunoștea ambițiile marocane ale Spaniei și considera că ar trebui să ofere Marocul francez Spaniei în Operațiunea Felix, deoarece legal Franța nu era proprietara Marocului conform Tratatului de la Fes (care recunoștea suveranitatea nominală a sultanului marocan / care acordase puteri ocupanților francezi prin concesia sa), dar această eventualitate era considerată doar dacă Spania era competentă militar în Teatrul din Mediterană pentru a merita să fie recompensată de Germania; iar Spania oferea privilegii germanilor pentru baze militare la Agadir și Mogador și control comercial asupra Marocului (într-o relație de colonialism economic, ceva ce nici regimul de la Vichy și nici un Sultanat Marocan Independent nu ar accepta, deoarece era un pas preliminar către o cucerire totală germanică). De asemenea, Spania franchistă dezvolta Operațiunea Cisneros pentru a instiga insurgențe arabo-berbere împotriva Algeriei franceze pentru a restabili domeniul spaniol în Oran, încercând să convingă Germania sau cel puțin Italia; dar ambele au respins susținerea acesteia. Deși germanii disprețuiau Spania în planurile Noii Ordini, regimul de la Vichy a făcut concesii importante Spaniei și a depus eforturi pentru a menține relații cordiale cu Madridul pentru a preveni Germania să-și schimbe opinia și să dezmembreze imperiul colonial francez pentru a incorpora Spania lui Franco în Axă și apoi a împărți restul teritoriilor coloniale franceze cu Italia.
„Ambițiile coloniale ale lui Hitler pentru un vast imperiu central african cu baze în Insulele Canare și Marocul spaniol ca puncte de sprijin erau mai importante pentru el decât relațiile bune cu Franco.”—Paul Preston

##### Africa Centrală [Mittleafrika]
În 1940, statul major al Kriegsmarine (marina) a elaborat un plan mult mai detaliat însoțit de o hartă care arată un propus imperiu colonial german delimitat în albastru (culoarea tradițional folosită în cartografia germană pentru a indica sfera de influență germană spre deosebire de roșu sau roz care reprezenta Imperiul Britanic) în Africa Subsahariană, extinzându-se de la Oceanul Atlantic până la Oceanul Indian. Aceste planuri au fost inspirate de publicațiile juristului nazist Wilhelm Crohne din „Serviciul Colonial Deutscher” (bazate pe obiectivele expansioniste Mittelafrika ale celui de-Al Doilea Reich), în care el avertiza despre pericolele „amestecului rasial” care avea loc sub influența Bisericilor Creștine în colonii. Domeniul propus urma să îndeplinească obiectivul teritorial german mult dorit al Mittelafrika și chiar mai mult. Ar fi oferit o bază din care Germania ar putea obține o poziție preeminentă pe continentul african la fel cum cucerirea Europei de Est urma să obțină un statut similar pe continentul european. Acest „Kolonialreich nach Plänen” al Germaniei Naziste consta într-o stabilire a unei sfere de influență într-un teritoriu de la Atlantic la Oceanul Indian, incluzând modern: Ghana (Coasta de Aur), Benin (Dahomey), Togo, vestul Nigeriei, sudul Nigerului, Camerun, Republica Democratică Congo, Rwanda, Burundi, Ciad, Republica Centrafricană, Uganda, sudul Kenyei, Tanzania, Zambia, Malawi și Namibia. Africa portugheză (Angola și Mozambic) urma să fie împărțită într-un viitor proiect după consolidarea puterii coloniale germane în Namibia și Tanzania.

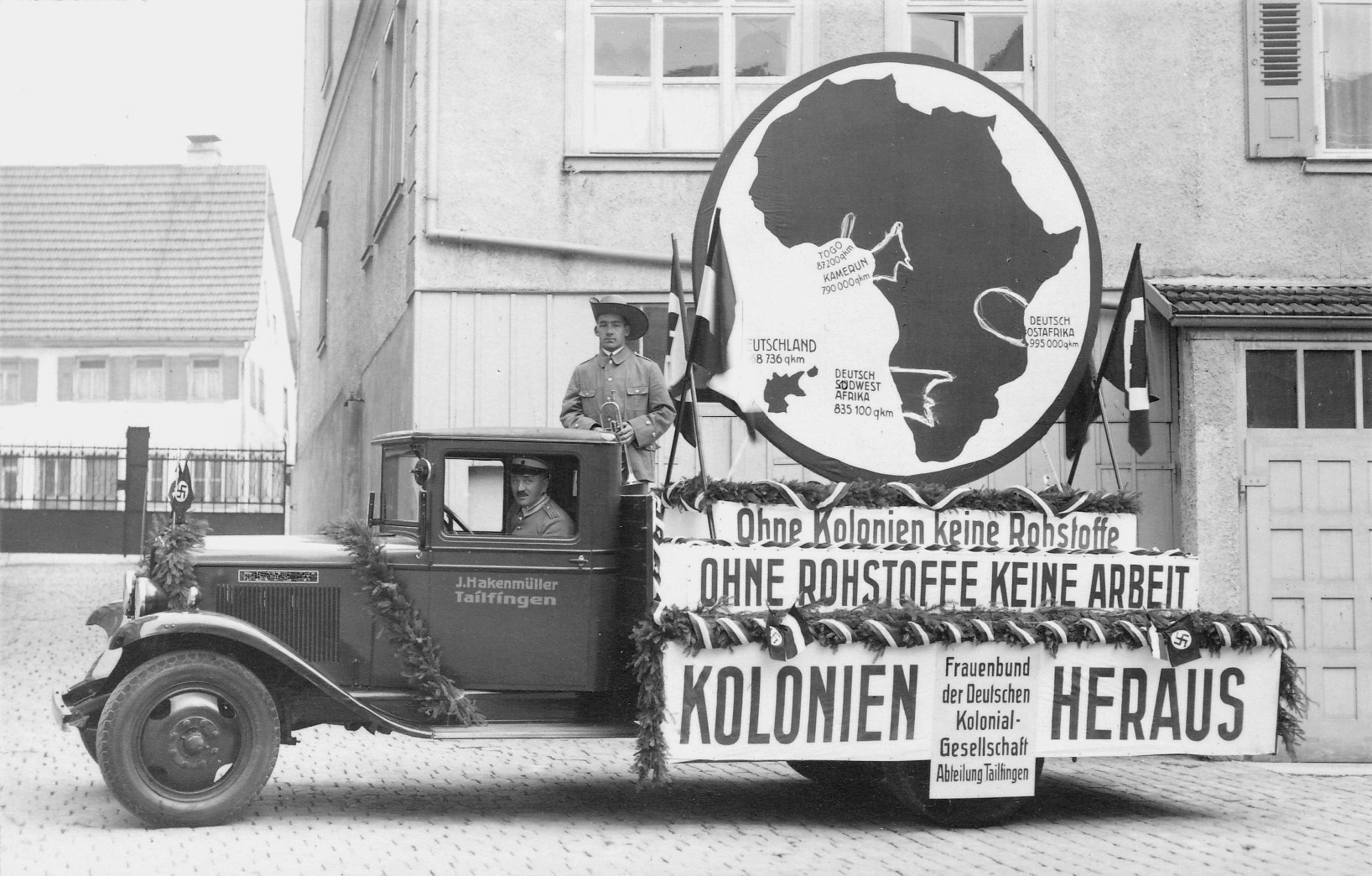
Publicitatea colonialismului german în Africa (de la Asociația Femeilor din Societatea Colonială Germană) în timpul erei naziste.

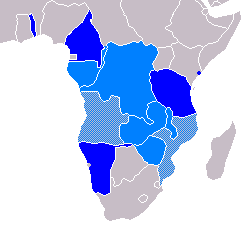
Locația aproximativă a Mittelafrika în albastru mediu și albastru închis; coloniile germane de dinainte de Primul Război Mondial din Africa sunt reprezentate în albastru închis. Posibilele incluziuni (coloniile portugheze) apar în albastru deschis.

Spre deosebire de teritoriile care urmau să fie dobândite în Europa însăși (în special Rusia europeană), aceste zone nu erau prevăzute ca ținte pentru o colonizare extinsă germanică. Stabilirea unui vast imperiu colonial urma să servească în principal scopuri economice deoarece ar fi oferit Germaniei cele mai multe resurse naturale pe care nu le-ar fi putut găsi în posesiunile sale continentale precum și o sursă suplimentară aproape nelimitată de forță de muncă. Politicile rasiale urmau totuși să fie aplicate strict asupra tuturor locuitorilor (însemnând segregarea europenilor și negrilor și pedepsirea relațiilor interrasiale) pentru a menține puritatea „ariană”, iar nativii urmau să trăiască într-o „tabără a negrilor”. „Legea Colonială a Reichului” din 10 iulie 1940 definea coloniile germane anticipate ca fiind „teritoriu al Reichului German” și a afirmat că „sunt componente economice ale economiei germane”. Populația colonială urma să fie clasificată în „germani, nativi și străini”. Germanii erau considerați automat „cetățeni germani și cetățeni ai Reichului”, nativii erau definiți legal ca „persoane aflate sub tutela Reichului”, iar străinii erau subdivizați în „străini cu sânge înrudit [german], străini cu sânge neînrudit, și oameni de rasă mixtă.”
Cu toate acestea, Germania Nazistă dorea totodată să dezvolte o strategie paternalistă față de locuitorii africani încercând să-i transforme în „elevi loiali” printr-o germanizare culturală și dezvoltare economică până la măsura utilității lor pentru germanii albi. Aceasta se baza pe tratamentul pe care afro-germanii l-au avut la Spectacolul African German (un program de propagandă nazist care sublinia legătura dintre fostele cartiere africane și conducătorii coloniali germani dar evidențiind totodată inferioritatea lor). De exemplu, naziștii i-au lăudat pe soldații africani askari care au luptat pentru Germania în Primul Război Mondial; aceștia meritau recompense pentru contribuția or la Reich (oferind imigranților coloniali declarați apatrizi o soluție la dificultățile lor întâmpinate în găsirea unui loc de muncă), fiind totodată lipsiți de drepturi fundamentale și trăind într-o „comunitate strict controlată” care făcea parte dintr-un sistem de grădini zoologice umane (în care puteau practica încă obiceiurile lor native, servind totodată ca spectacol pentru arieni prin participarea la festivaluri folclorice ale subumanilor) iar căsătoriile interrasiale erau pedepsite.
Obiectivul principal era oferirea negrilor — care urmau să fie apatrizi fără protecție legală — oportunitatea unei ascensiuni sociale și câștiguri financiare menținându-i totodată sub control statal; forțând africanii să servească Germania Nazistă dacă doreau să fie tratați într-o manieră civilizată de stăpânii lor arieni sau altfel fiind considerați dispensabili și expulzați din civilizația occidentală; astfel revenind la viața natural necivilizată specific rasei lor. Filosofii naziști credeau că urbanizarea contravine naturii nomade a rasei negre explicând astfel aparenta lipsa a civilizațiilor africane din Africa Subsahariană. Gânditorii naziști considerau astfel că Germania putea lupta împotriva prejudecăților antigermane ale despotismului colonial din fosta Africa germană, demonstrându-se capabilă să gestioneze coloniile și nativii acestora (considerând că ar fi un act de filantropie și milostenie din partea omului alb față de popoarele inferioare care ar trebui să trăiască într-un tribalism barbar natural din jungla africană, decât fiind incluse într-un urbanism alb) fără a contrazice teoriile sale rasiale; câștigând totodată capital uman pentru Reich din rase inferioare; mai degrabă decât doar expulzându-le fără a profita de forța lor de muncă; având un control strict împotriva amestecării rasiale sau schimburilor culturale pentru a evita contaminarea culturală cu elemente negre nedorite printre germanii ideali. Spre deosebire de Generalplan Ost, Germania Nazistă dorea ca Africa să fie o Stützpunktkolonien (o colonie destinată exploatării economice din câteva zone urbane strategice germane), nu Siedlungskolonien (o colonie destinată ocupației naționale complete si stabilirii germane) precum Lebensraumul; astfel oamenii de culoare nu trebuiau exterminați sau expulzați din pământurile lor spre diferență față de slavii estici sau evreii europeni.

Zona includea toate teritoriile coloniale germane din Africa de dinainte de 1914 (la acea vreme, Tanganyika britanică, Ruanda-Urundi belgiană, Africa de Sud-Vest britanică), precum si părți suplimentare ale posesiunilor coloniale franceze, belgiene si britanice. Acestea includeau Congoul francez și belgian, Rhodesia de Nord și de Sud (aceasta mergând poate către Africa de Sud), Nyasaland, sudul Keniei cu Nairobi (nordul Keniei urma să fie dat Italiei), Uganda, Gabon, Ubangui-Chari, Nigeria, Dahomey, Coasta de Aur, Zanzibar, aproape tot Nigerul și Ciadul, precum și bazele navale de la Dakar și Bathurst. O altă parte secundarã a planului implica construirea unei mari serii de baze navale și aeriene fortificate pentru operațiuni viitoare împotriva emisferei occidentale, întinzându-se în mare parte din coasta Atlantică a Europei și Africii între Trondheim în Norvegia până la Congoul Belgian, precum și multe insule îndepărtate, cum ar fi Capul Verde și Azore. O inițiativă similară dar mai puțin extinsă era destinată coastei estice a Africii. Bernhard Ruberg primise misiunea pregătirii transferului suveranității Camerunului francez către Germania (cu planuri privind extinderii viitoare asupra Africii Ecuatoriale Franceze și Nigeriei Britanice), în timp ce Philipp Bouhler era responsabil pentru cea din teritoriul Tanganyika (proiectând extinderea viitoare asupra Congoului Belgian), iar până in iulie 1942 planurile organizatorice preliminare fuseseră finalizate pentru controlul economic german asupra Camerunului, Nigeriei, Africii Ecuatoriale Franceze, Congoului Belgian si Tanganyika, pe lângă examinarea solicitanților pentru aceste administrații coloniale pe o bază tehnică.
„Cu ceva timp în urmă, au fost înființate Organizația Sisal și Organizația Banana în domeniul planificării coloniale. Aceste două nume sunt camuflaje pentru Forța Operativă Est-Africană (Sisal) și Forța Operativă Vest-Africană (Banana). Reichsleiter SS-Obergruppenführer Bouhler, care urma să devină Guvernator General al Africii de Est, va fi șeful Organizației Sisal. Șeful Organizației Banana este șeful biroului de personal al Gauleiter-ului Bohle în AO [organizația străină a NSDAP], SS-Brigadeführer Ruberg. Grupurile operative au început deja lucrările pregătitoare. Se presupune în cercuri autoritare că Bouhler nu va rămâne Guvernator General al Africii de Est, ci că, după ce va câștiga experiență practică în colonii, îl va înlocui pe generalul Ritter von Epp ca Ministru Colonial.”—Otto Ohlendorf

##### Africa de Sud
Chiar înainte de ascensiunea lui Adolf Hitler la putere, au fost fondate grupuri naționaliste germane în Uniunea Africii de Sud care atrăgeau un număr mare de germani namibieni, dezvoltându-se numeroase birouri în zona mandatului Africii de Sud-Vest. Organizațiile naziste de acolo aveau un număr comparativ similar de adepți printre namibienii de origine germană și au început să cucerească instituțiile naționaliste germane, cum ar fi Uniunea Cercetașilor Germani din Africa de Sud-Vest (care în 1934 a devenit parte a Tineretului Hitlerist). Această expansiune a Organizației Străine Naziste printre namibieni a forțat statul sud-african să le interzică încă din 1934, din cauza temerilor că acestea ar putea servi la o viitoare recucerire germană a Namibiei. Se știe că în noiembrie 1940 organizația străină a NSDAP a fost însărcinată de Reich să facă toate pregătirile pentru (reînființarea) organizațiilor de partid în fostele colonii africane. Confederația Germană pentru Africa de Sud-Vest a fost singura grupare germană care a supraviețuit, fiind o mișcare de mobilizare apolitică pe care Germania Nazistă o subestima.
După o victorie ipotetică asupra Regatului Unit, naziștii sperau să stabilească un acord de împărțire a puterii între Germania Nazistă și monarhia britanică prin stabilirea unui guvern fascist afrikaner în Uniunea Africii de Sud, care ar fi rămas parte din Commonwealth, dar și un stat client pro-Axă cu influență germană a unei Namibii germanizate.
La începutul anului 1940, ministrul de externe Ribbentrop a comunicat cu liderii sud-africani considerați simpatizanți ai cauzei naziste, informându-i că Germania urma să-și revendice fosta colonie din Africa de Sud-Vest germană, apoi un mandat al Uniunii Africii de Sud. Africa de Sud urma să fie compensată prin achizițiile teritoriale ale protectoratelor britanice din Swaziland, Basutoland și Bechuanaland și colonia Rhodesiei de Sud.

### Planuri pentru Asia și Pacific

#### Împărțirea Asiei între puterile Axei

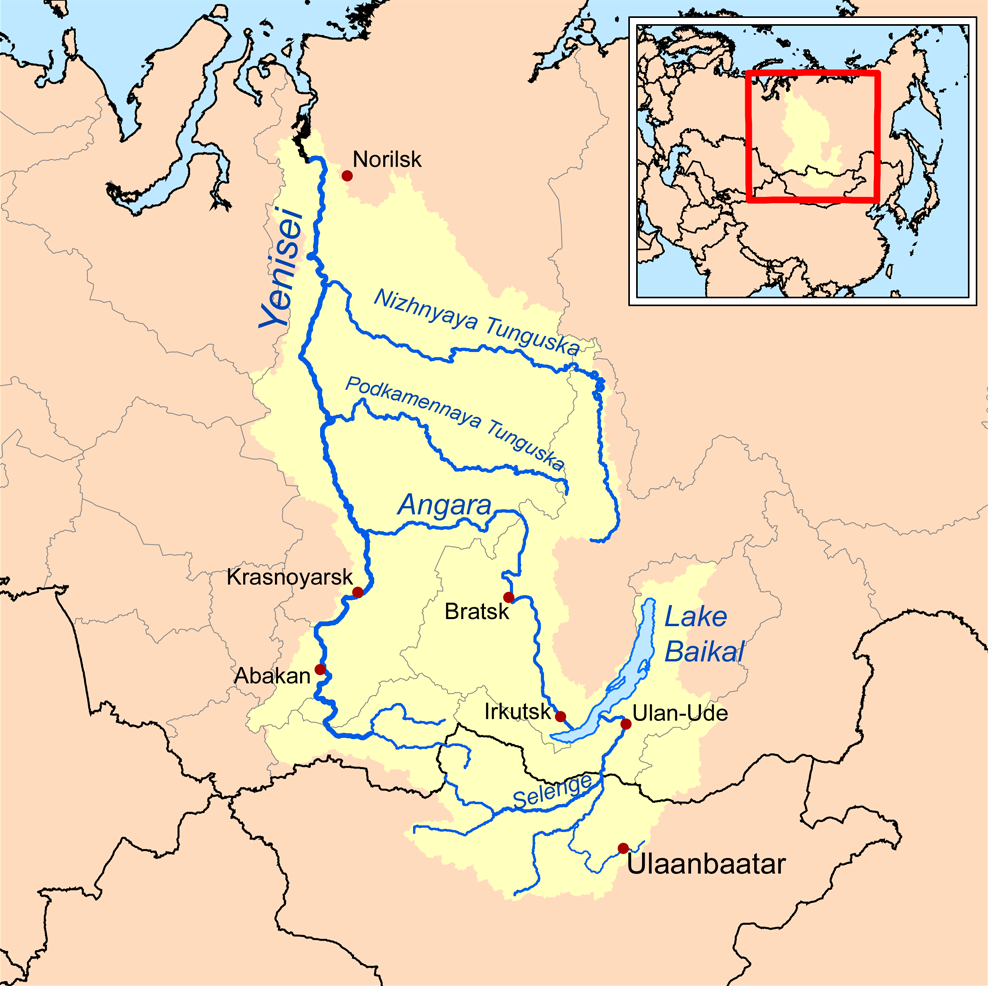
Râul Enisei din Siberia a fost punctul de împărțire convenit al Eurasiei între Germania Nazistă și Japonia Imperială

În 1942, o conferință diplomatică secretă a avut loc între Germania Nazistă și Japonia Imperială în care s-au convenit să împartă Asia pe o linie care urma cursul râul Enisei până la granița cu China și apoi pe granița dintre China și Uniunea Sovietică, granițele nordice și vestice ale Afganistanului și granița dintre Iran și India Britanică (care includea ceea ce este acum Pakistan). Acest tratat, al cărui proiect a fost prezentat germanilor de ambasadorul Hiroshi Ōshima, a fost respins de Ministerul German de Externe și de Kriegsmarine, deoarece aloca India Japoniei și limita operațiunile Kriegsmarinei în Oceanul Indian. Cu toate acestea, Hitler a considerat tratatul acceptabil, ceea ce a dus la semnarea sa pe 18 ianuarie 1942.
Tratatul s-a dovedit a fi dăunător pentru cooperarea strategică între Axă în Oceanul Indian, deoarece traversarea liniei de demarcație necesita consultări prelungite. Aceasta făcea imposibil orice ofensivă comună germano-japoneză împotriva pozițiilor britanice din Orientul Mijlociu. Operațiunile japoneze împotriva liniilor maritime aliate în timpul raidului din Oceanul Indian au avut un mare succes împreună cu atacul împotriva Ceylonului, dar acestea nu au fost urmate din cauza lipsei unei cooperări strategice germano-japoneze. Germanii mențineau cu vigilență supravegherea asupra liniei de demarcație și se opuneau oricărei incursiuni japoneze în „sfera germanică” a lumii împărțite între puterile Axei. Astfel, japonezii au fost forțați să anuleze un atac masiv planificat împotriva Madagascarului, deoarece insula fusese delegată Germaniei prin tratat.

#### Planuri pentru Asia de Est și Asia de Sud-Est
Politica Germaniei Naziste față de Orientul Îndepărtat se baza pe utilizarea comunităților germane din China, Japonia, India, Australia și Indiile de Est Neerlandeze ca pioni ai politicii asiatice germane (începând mai întâi prin eliminarea reprezentativității antinaziste în aceste comunități). Conducerea membrilor partidului în China și Asia de Est a fost încredințată lui Franz Hasenöhrl, care a încercat să exploateze sentimentele anticomuniste și antiruse printre chinezi (totuși, Hitler i-a ordonat inițial să evite provocarea Uniunii Sovietice). De asemenea, ramura nazistă din Orientul Îndepărtat susținea posibilitatea căsătoriei între germani și eurasiatici, siamezi sau japonezi datorită „culturii lor superioare”. Cu toate acestea, teoriile rasiale naziste incomodau Ministerul de Externe german din cauza prejudicierii eforturilor sale de diplomație în Asia (liderii naziști răspundeau urând această instituție și oficialii săi foarte educați, sofisticați și prudenți).
Inițial, Germania Nazistă vedea Republica Chineză ca pe un partener strategic în Asia de Est, crezând că regimul Kuomintang ar fi un aliat natural împotriva Cominternului sovietic și a puterilor occidentale din Asia care erau dușmani ai Germaniei. De asemenea, la început, Germania Nazistă dorea să restabilească fostul Imperiul colonial german în Asia, având un sentiment revanșist împotriva acțiunilor japoneze din Primul Război Mondial (deoarece au cucerit Noua Guinee Germană și provincia germană Tsingtao), ceea ce a generat preferința Germaniei pentru China, întărită de simpatia față de umilința chinezilor pentru că au fost trădați de britanici și francezi la Conferința de Pace de la Paris (1919-1920), similar cu nemulțumirile germane față de Tratatul de la Versailles. Așadar, cooperarea dintre Republica de la Weimar și China a continuat după accesiunea naziștilor la putere, iar geopoliticienii naziști au dorit inițial să concilieze naționaliștii chinezi și japonezi cu dușmanul comun al comuniștilor și expansionismului rus în Orientul Îndepărtat, crezând că Germania avea o misiune de a conduce ambele mari puteri asiatice ca o demonstrație a superiorității „rasei albe” asupra „rasei galbene”, lipsită de viziune pe termen lung și barbarie. Naziștii erau inițial favorabili revendicărilor iredentiste chineze asupra Manciuriei Exterioare, deoarece aceasta ar bloca Orientul Îndepărtat Sovietic și Manciukuoul Japonez (inițial nerecunoscut de Germania Nazistă), întrucât ministrul războiului, Werner von Blomberg, și chiar ministrul de externe al vremii, Konstantin von Neurath, nu aveau încredere în Imperiul Japonez (dar considerau să compenseze japonezii fără opoziție germană pentru anexarea totală a Sahalinului și poate Kamceatka), dorind să evite o intervenție germană într-un război ipotetic între Japonia și URSS, deoarece Wehrmachtul nu era pregătit pentru un război împotriva Regatului Unit și Franței în cazul în care acestea ar susține sovieticii pentru a menține echilibrul de putere.
Deși naziștii nu doreau să sprijine obiectivele naționaliste chineze pentru a restabili China Mare și nu voiau să pună capăt tratatelor inegale impuse de puterile occidentale; ci doar o cooperare economică și industrială pe care Hans von Seeckt și Hapro au realizat-o între 1933-34 (inclusiv trimițând consilieri militari precum Alexander von Falkenhausen), dar doar temporar și până când nu mai era util militar planurilor germane, care previzionau continuarea dominației europene în Asia, dar fără conducerea colonială britanică și fără nicio prezență rusă. De asemenea Joachim von Ribbentrop, sponsorizat de Hitler, a început să dezvolte o abordare diferită care prefera cu tărie o alianță cu Japonia datorită superiorității sale economice; ceva ce a fost exploatat de Kintomo Mushanok Procoranji și Hiroshi Motorshima pentru a oferi Anti-Kominternul (ceea ce a dus la o schimbare a naziștilor de la China către Japonia). Diplomația chineză a răspuns trimițându-l pe H. H. Kung într-o misiune la Berlin în iunie 1937, încercând să convingă liderii naziști, precum Hans Georg von Mackensen, Hermann Göring și chiar Hitler, că Japonia nu era un aliat fiabil pentru Germania și că se lăudau doar cu ei înșiși; erau o „Italie a Orientului Îndepărtat” (o analogie despre cum Japonia ar rupe alianța sa și ar declara război împotriva Germaniei, la fel ca Italia în Primul Război Mondial). Misiunea chineză a obținut doar sprijin din partea lui Hjalmar Schacht și Konstantin von Neurath; Hitler a declarat doar că Germania nu dorea cereri politice sau teritoriale în Asia și că va media între Japonia și China. Cu toate acestea, germanii s-au considerat trădați de China după Al Doilea Război Sino-Japonez, care a arătat slăbiciunea Armatei Naționale Chineze; ceea ce a provocat Al Doilea Front Unit (o alianță între Kuomintang și Partidul Comunist Chinez), iar apoi Pactul de Neagresiune Sino-Sovietic. Toate aceste apropieri față de comuniști i-au înfuriat pe liderii naziști care au început să înlocuiască cooperarea sino-germană cu o împuternicire a pactului Germano-Japonez, crezând că Japonia își demonstra superioritatea economică (nu rasială; deoarece Hitler credea că popoarele mongoloide erau inferioare) și își câștigase drepturile în Noua Ordine demonstrându-și voința de a impune și concretiza interesele sale.

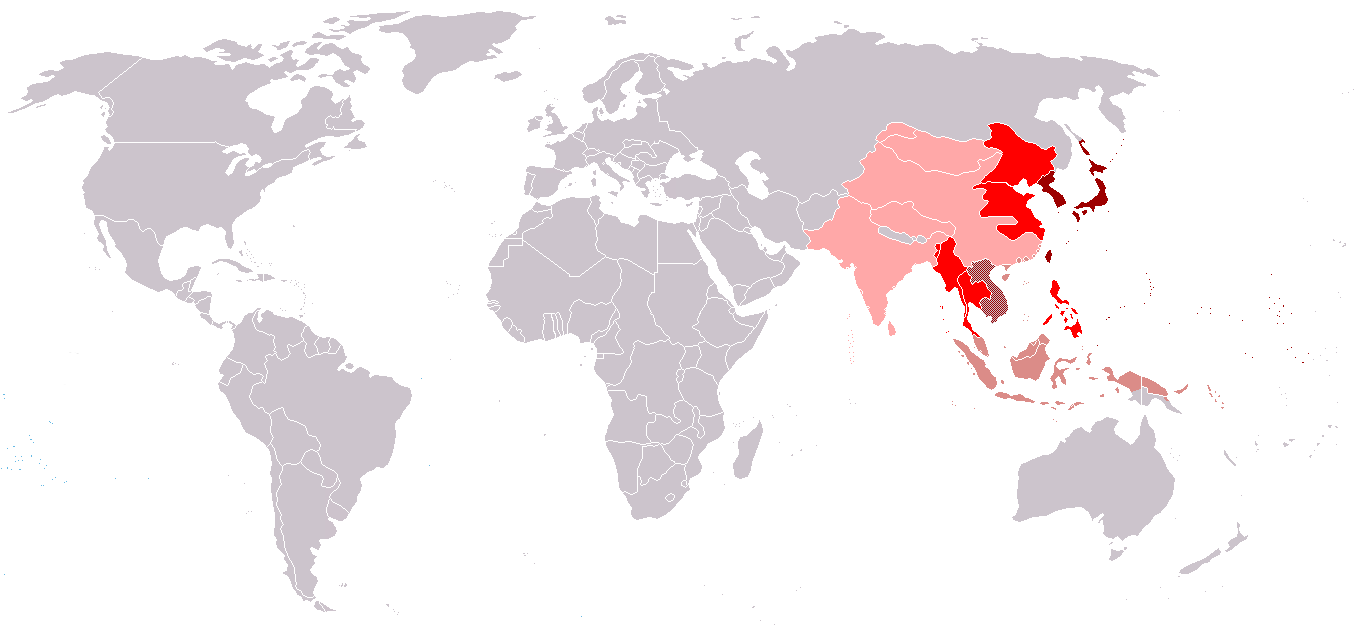
Concesia Germaniei Naziste asupra imperiului japonez pentru sfera sa de influență în Noua Ordine, conform revendicărilor teritoriale din Conferința Marii Asiei de Est.

Odată cu înlocuirea lui Neurath cu Ribbentrop ca ministru german de externe în 1938, apropierea față de Imperiul Japonez s-a intensificat și s-a consolidat prin Pactul Tripartit, prin care Germania Nazistă ceda Asia de Est, Asia de Sud-Est și Oceanul Indian Oriental Japoniei; recunoscând Manciukuo și cedând japonezilor obiectivele lor panasiatice pentru a stabili Sfera de co-prosperitate din Asia de Est, de la Ceylon până la Oceanul Pacific și din Orientul Îndepărtat rus la Oceania, indiferent de protestele organizației străine naziste din China reprezentată de Segfried Lahrmann. De asemenea, diplomații germani ascundeau publicului larg — chiar și guvernului din Berlin — această renunțare la recuperarea Noii Guineei Germane, Samoei și insulei Nauru pe termen scurt; cu toate acestea japonezii ofereau să cumpere aceste teritorii dar Germania Nazistă rămânea rezervată (arătând un conflict colonial al intereselor pe termen lung). Totuși discuțiile despre cum să se ocupe cu teritoriile terestre indo-iraniene erau evitate, iar doar zonele operațiunilor militare erau delimitate pe linia 70° E. Este bine cunoscut că ultranaționaliștii japonezi dezvoltau planuri pentru a ajunge până la Golful Persic, Afganistan, India, fostele regiuni occidentale chineze (Asia Centrală) și fostele domenii mongole din Stepa Eurasiatică; deoarece se considerau moștenitorii legitimi ai imperiilor nomade și ai civilizației orientale în ansamblu. În timp ce orientaliștii ai Ahnenerbeului nazist propuneau extinderea sferei germane de influență asupra Turkistanului (inclusiv Xinjiang), Tibetului și Nord-Vestul Indiei ca moștenitori legitimi ai imperialismul rus și britanic în Asia Centrală; dorind să dezvolte o solidaritate neopăgână cu hindușii, budiștii și taoiștii (considerați rămășițe ale legăturii rasei ariene înainte ca aceasta să fie pierdută prin amestecul de rase și mai aproape spiritual de „Religia Germanică autentică” înainte ca aceasta să fie infectată prin „creștinismul evreiesc” și moralitatea sa sclavagistă). Aceasta era preludiul unei viitoare rivalități germano-japoneze care nu s-a materializat.
„Alianța (care a fost reconfirmată prin Pactul Tripartit din septembrie 1940 care includea Italia) era o 'căsătorie convenabilă' și o 'alianță fără coloană vertebrală', deoarece partenerii se certau asupra controlului Indiilor Neerlandeze și Indochinei Franceze; invazia Germaniei asupra Rusiei; discuțiile diplomatice japoneze cu Statele Unite în aprilie 1941; cererile germane ca Japonia să atace Singapore la începutul anului 1941; schimburile strategice ale resurselor în timpul războiului. Cu toate aceste diferențe serioase însă niciuna dintre părți (în special Germania) nu avea nevoie de acest punct suplimentar controversat centrat pe insistența stupidă a partidului nazist că trebuie să i se permită încă să opereze în Japonia. (...) Activitățile partidului nazist în Orient reflectau mai multe lucruri despre politica externă a lui Hitler: anume orientarea sa extrem de rasială; dependența sa puternică de propagandă și subversiune; eforturile sale de mobilizare a comunităților germane din străinătate pentru scopurile naziste; disprețul său față de canalele obișnuite ale diplomației; ignorarea intereselor fundamentale ale aliaților Germaniei. În special munca partidului avea un impact mult mai negativ decât pozitiv asupra eforturilor Germaniei în Orientul Îndepărtat și asupra relațiilor sale cu Japonia. În ceea ce privește aceasta din urmă, partidul își dezvăluia lipsa simțului diplomatic și viziunea sa încăpățânată că toți germanii din afara Reichului trebuie să fie uniți într-o comunitate mondială Volksgemeinschaft [comunitate rasială]; era dispus chiar să submineze acordul Germaniei cu Japonia prin agitația sa politică și propaganda din țară.”—Donald M. McKale
În plus, în primele faze ale celui de-Al Doilea Război Mondial, între căderea Franței (pe 25 iunie 1940) și începutul teatrului din Asia de Sud-Est al celui de-Al Doilea Război Mondial (pe 5 decembrie 1941), Organizația Străină Nazistă plănuia extinderea zonei operațiunilor Reichskolonialbund pe teritoriile ocupate de germani ale Țărilor de Jos (deschiderea biroul NSDAP pentru Politica Colonială din Amsterdam și Batavia), ceea ce implica interesul pentru cucerirea Indiilor de Est Neerlandeze (sau cel puțin asigurarea acesteia pentru sfera germană) înaintea unei invazii japoneze asupra Indoneziei. Mișcarea Național-Socialistă din Țările de Jos (pro-Axă) avea sprijinul unor coloniști neerlandezi semnificativi atrași printr-o simpatie genuină față de naționalismul alb și convinși că fascismul va uni națiunea sub o autoritate centralizată puternică; fiind pragmatici deoarece știau despre apărarea slabă neerlandeză si doreau sprijin militar sau cel puțin diplomatic din partea Germaniei Naziste pentru a evita o invazie atât din partea Aliaților din Australia cât și din partea Axei din Japonia (sau în cel mai rău caz, având o amenințare precum invazia japoneză asupra Indochinei franceze, unde coloniștii francezi încă dominau Vietnamul francez).

##### Planuri pentru Tibet și Indosferă
Un exemplu al acestor interese germane în sfera influenței japoneze era Operațiunea Tibet, dezvoltată de SS-Sturmbannführer Ernst Schäfer, care consta în instigarea unei rebeliuni antibritanice printre poporul tibetan după o ipotetică ocupație germană a Stepei euroasiatice și Orientului Mijlociu (presupunând succesul Operațiunii Barbarossa sau cel puțin al Operațiunii Fall Blau, pentru a determina colapsul total al Uniunii Sovietice, precum și executarea simultană a Operațiunii Orient și Operațiunii Amanullah) pentru subminarea influenței Aliaților asupra regiunii Himalaya. Aceasta făcea parte dintr-un plan la scară largă de a invada teritoriile Akhand Bharat (India Mare și Afganistanul) înaintea Japoniei, asigurând astfel dominanța omului alb în regiunea Hindustan pentru o perioadă lungă de timp, deși colapsul total al Imperiului Britanic (și chiar atingerea scopului de a controla Imperiul Britanic în India sau Imperiul Rus în Asia Centrală) a frustrat dorințele de a cuceri Tibetul. Totodată, se dorea evitarea unei posibile expansiuni japoneze peste Asia Centrală, pornind din Tibet și Xinjiang. Interesul Germaniei în Tibet nu era doar pentru stabilirea unor baze militare și instigarea la război de gherilă împotriva britanicilor sau comuniștilor, ci avea și un conținut ideologic, deoarece teoriile rasiale naziste propuneau ideea că un grup de arieni pur-sânge s-ar fi stabilit în Tibetul Antic și ar fi fost responsabili pentru transmiterea culturii tibetane către mongoloizii „barbari” [nativii tibetani].
O figură cheie în planurile naziste pentru Tibet a fost Ignaz Trebitsch-Lincoln (un escroc maghiar și fost evreu ortodox, care s-a convertit la budism și și-a dezvoltat propria mănăstire în Shanghai), care era angajat de Kempeitai și Societatea Dragonului Negru. S-a propus ca el să fie un Dalai Lama pro-Axă, după moartea celui de-al 13-lea Dalai Lama [Thubten Gyatso]. El s-a alăturat Abwehrului și i-a propus colonelului SS Josef Meisinger (șeful Gestapoului din Orientul Îndepărtat) că ar putea mobiliza toți budiștii din Asia împotriva oricărei influențe occidentale rămase în zonă (în special britanicii din India și sovieticii din Mongolia), sprijinind totodată efortul de război japonez împotriva Chinei și Indiei prin deschiderea unui nou front de război pe Platoul Tibetan. Era însă însoțit de agenți germani (precum Franz Huber și Frederick Anton Wiehl) pentru a proteja statul-marionetă tibetan proiectat, astfel încât să nu devină o colonie japoneză. El a încercat, de asemenea, să îi convingă pe ocultiștii naziști, că primise revelații divine care preziceau ascensiunea unei civilizații indo-ariane cu un cler supraomenesc, care va avea puteri mistice și va face eforturile militare ale Aliaților neputincioase, susținând că Hitler era un instrument al Deva pentru o nouă epocă de prosperitate (acest lucru l-a interesat pe Heinrich Himmler și l-a convins să-și ofere sprijinul). Totuși, liderii politici și religioși ai statului tibetan l-au recunoscut pe al 14-lea Dalai Lama ca fiind Tenzin Gyatso, frustrând planul care necesita sprijinul budiștilor tibetani. Alte impedimente au fost lipsa de interes a lui Ribbentrop (deoarece nu avea încredere într-un proiect propus de un evreu), arestarea lui Rudolf Hess (care era interesat în plan) și anularea definitivă a acestuia odată cu moartea lui Trebitsch-Lincoln în octombrie 1943.

#### Concesiunea Oceaniei către Japonia
Fostele posesiuni coloniale germane din Pacific (Noua Guinee Germană și Samoa Germană), care fuseseră atribuite Australiei și Noii Zeelande după Primul Război Mondial ca Mandate de Clasa C conform Tratatului de la Versailles, urmau să fie vândute Japoniei (atât Germania din perioada Weimar, cât și cea nazistă nu renunțaseră niciodată la revendicările lor asupra teritoriilor coloniale de dinainte de război), cel puțin temporar, în interesul Pactului Tripartit, alianța lor cu această țară.
Totuși, inițial au existat unele proiecte pentru restaurarea proprietății asupra Samoei germane, cum ar fi cel al lui Alfred Matthes, care a înființat în 1934 o filială a Partidului Nazist în Samoa, cu scopul pe termen lung de a reanexa teritoriul. Matthes chiar a elaborat planuri pentru a prelua controlul asupra Samoei și a face transmisii radio în Pacific în timpul crizei Sudetenlandului, însă conducerea nazistă i-a refuzat ajutorul, deoarece susținerea naționalismului german era paradoxal mai puternică printre coloniștii de rasă mixtă de origine germană și samoani polinezieni (care vedeau Germania nazistă ca un posibil eliberator împotriva colonialismului Noii Zeelande și Commonwealth-ului britanic), decât printre coloniștii germani albi din teritoriu (care susțineau Clubul Concordia, probritanic). Naziștii samoani, având singurii membri naziști de culoare înregistrați, au făcut multe eforturi pentru a convinge teoreticienii rasiali naziști să clasifice poporul polinezian ca parte a rasei ariene, însă aceste eforturi au fost respinse de consulul german, Walter Hellenthal. Alfred Matthes susținea că avea sprijinul lui Adolf Hitler în 1938. De asemenea, a existat un interes nazist pentru a obține influență asupra fostei Noii Guinee Germane în timpul celui de-Al Doilea Război Mondial, prin Asociația Orientului Îndepărtat și atacurile germane asupra insulei Nauru (care au generat conflicte diplomatice cu Imperiul Japonez din cauza divergențelor de interese). În aceste conflicte, steagul german a fost arborat pentru scurt timp pe insula nelocuită Henderson, teritoriu britanic în sud-estul Pacificului, însoțit de o notă care proclama că insula aparținea acum Imperiului German. În plus, unii oameni samoani de origine germană au fost recrutați pentru a lupta în teatrul european al celui de-Al Doilea Război Mondial.
Referitor la celelalte teritorii europene din Oceania, cum ar fi Australia și Noua Zeelandă, acestea au fost desemnate ca viitoare teritorii japoneze, deși Hitler și-a exprimat regretul față de dispariția rasei albe din aceste regiuni. El le-a clarificat totuși oficialilor săi că „descendenții condamnaților din Australia” nu reprezentau o preocupare pentru Germania și că aceste pământuri urmau să fie colonizate de japonezi în viitorul apropiat, o opinie împărtășită și de Joseph Goebbels, care a exprimat în jurnalul său convingerea că japonezii și-au dorit întotdeauna „al cincilea continent” pentru scopuri de emigrare. Hitler îi disprețuia pe neozeelandezi, considerându-i o „formă inferioară de ființă umană”. Într-un discurs susținut pe 15 iulie 1925 – singura discuție amplă înregistrată despre Noua Zeelandă – el a susținut că neozeelandezii trăiau în copaci și „se cățărau în patru labe”, nefiind încă capabili să meargă în poziție verticală. Discursul a fost mai târziu reprodus într-un pamflet. Istoricul Norman Rich a afirmat că se poate presupune că Hitler ar fi încercat să recruteze anglo-saxonii din aceste două țări ca și coloniști pentru estul cucerit; unii englezi ar fi împărtășit aceeași soartă.

#### Orientul Mijlociu, Caucazul și Asia Centrală

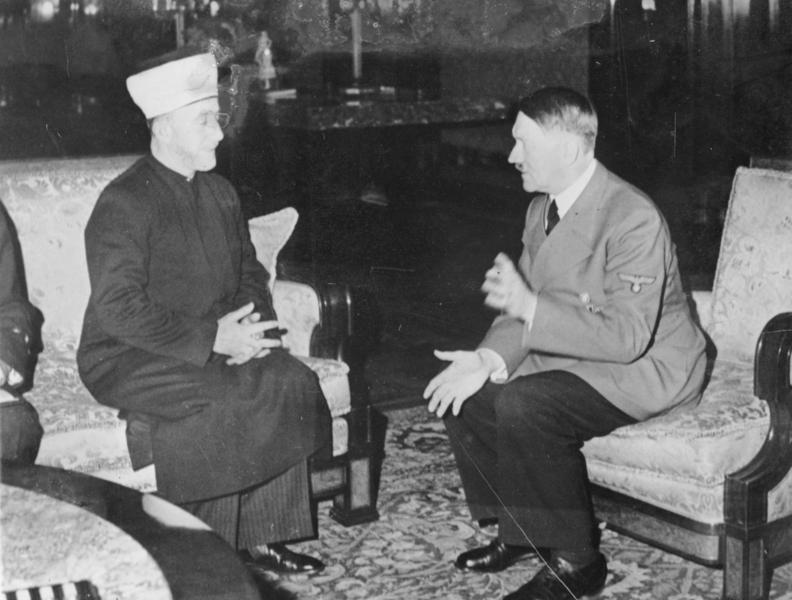
Amin al-Husseini, Marele Muftiu al Ierusalimului, și Adolf Hitler pe 28 noiembrie 1941

După căderea proiectată a Uniunii Sovietice, Hitler plănuia să intensifice războiul în Marea Mediterană. OKW a produs studii privind un atac asupra Canalului Suez prin Turcia, o ofensivă spre Bagdad-Basra din Caucaz (cea mai mare parte a acestuia era deja sub ocupație germană ca rezultat al Operațiunii Fall Blau) pentru a sprijini naționaliștii arabi revoltați și operațiuni în Afganistan și Iran împotriva Indiei Britanice. Planurile Axei de a sprijini naționaliștii arabi din Regatul Irakului erau considerate o prioritate după Directiva nr. 30 a Führerului, iar regimul de la Vichy, prin Protocoalele de la Paris, era interesat să-și extindă teritoriul (sau cel puțin influența) asupra Siriei și Libanului francez, în timp ce Germania era interesată să întărească Iranul lui Pahlavi, transformând Persia Mare într-un stat client progerman pentru a contracara influența sovietică și britanică din regiune. Hitler nu preconiza colonizarea germană a regiunii (spre deosebire de al II-lea Reich cu Biroul de informații pentru Est), și era mai degrabă dispus să permită dominanța italiană cel puțin asupra Levantului, Arabiei de Sud și Bahrainului. Evreii din Orientul Mijlociu urmau să fie exterminați, așa cum Hitler i-a promis Marelui Muftiu al Ierusalimului în noiembrie 1941 (vezi Einsatzgruppe Egipt).

##### Asia de Vest

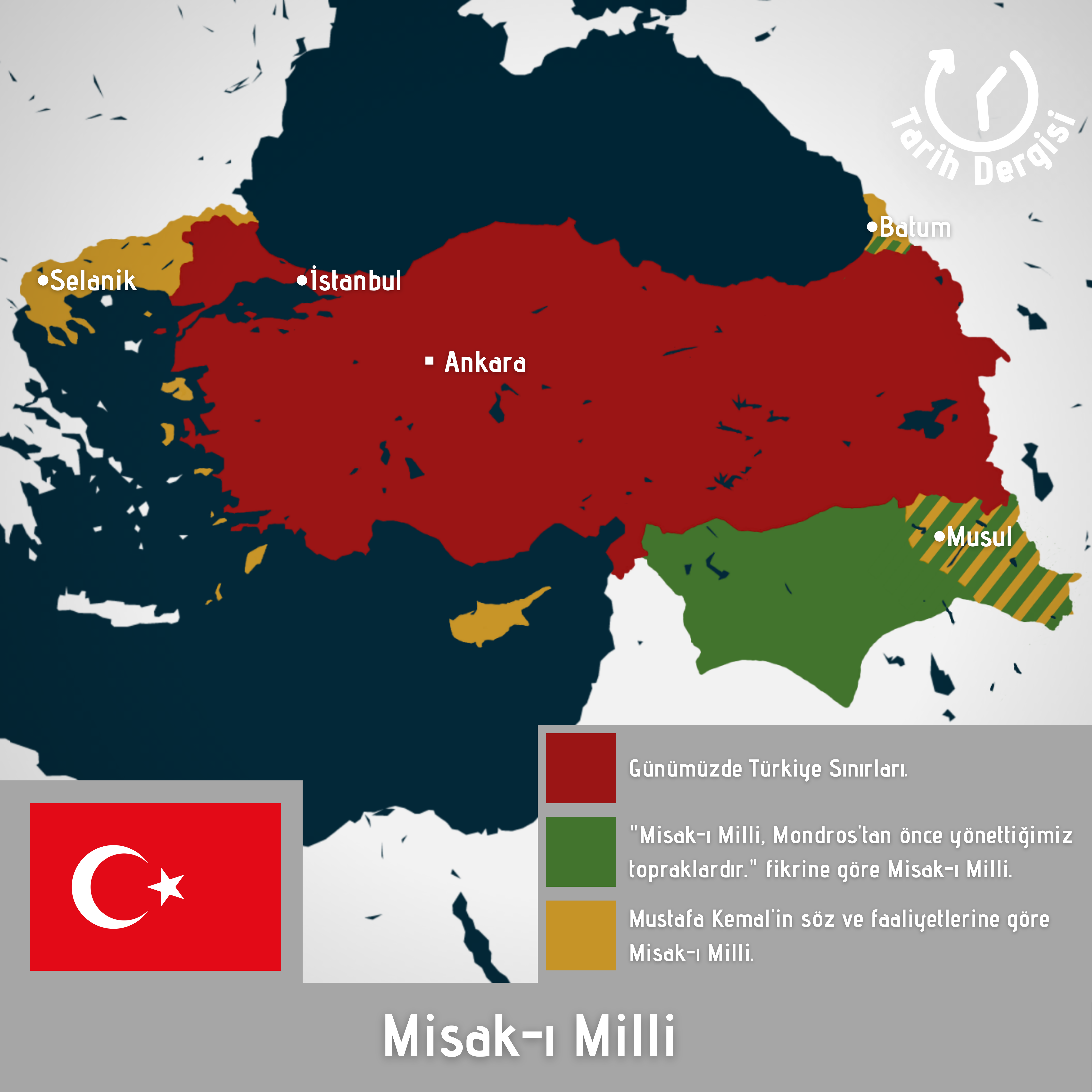
Aspirațiile iredentiștilor turci, pe care naziștii au considerat că le susțin dacă Turcia acceptă să fie partener în Noua ordine.

Turcia era favorizată ca potențial aliat de către Hitler datorită locației sale strategice importante la granițele Europei, Asiei și Africii, precum și istoriei sale vaste ca stat ostil Imperiul Rus și ulterior Uniunii Sovietice. Pentru a-i asigura că Germania dorea o cooperare pe termen lung cu Turcia, li s-a garantat un statut egal în ordinea dominată de Germania și li s-a promis un număr de teritorii pe care le-ar putea dori din motive de securitate. Acestea cuprindeau Edirne (Adrianopol) și extinderea frontierelor turcești pe seama Greciei, crearea unor state tampon în Caucaz sub influență turcă, o revizuire a frontierei turco-siriene (Linia de cale ferată Bagdad și Statul Alep) și a frontierei turco-irakiene (regiunea Mosul), precum și o rezolvare a „problemei egeene” pentru a oferi Turciei protecția adecvată împotriva intervențiilor Italiene. Marea Neagră (pe care Hitler a ridiculizat-o ca „o simplă băltoacă de broaște”) urma, de asemenea, să fie cedată Turciei ca parte a sferei sale de influență, ceea ce ar fi eliminat necesitatea staționării unei marine germane în regiune pentru a înlocui Flota Sovietică a Mării Negre. Crimeea (denumită provizoriu de naziști „Gotenland”) urma totuși să fie fortificată pentru a asigura posesiunea germană permanentă a peninsulei, iar Marea Neagră să fie exploatată ca o resursă „nelimitată” de produse marine.
Totuși, conform documentelor găsite în Ministerul Reichului pentru Teritoriile Ocupate din Est, naziștii considerau panturcismul o amenințare la adresa controlului Asiei de către arieni împotriva non-arienilor (ca de exemplu popoarele turcice), și existau planuri, precum operațiunile Gertrude, care aveau în vedere împărțirea Turciei (între Bulgaria, Grecia, regimul de la Vichy, Irak și statele marionetă propuse, Marea Armenie și Georgia), dacă aceasta nu coopera cu noua ordine a Axei și obiectivele acesteia de control al Anatoliei și sprijin pentru lovitura de stat din Irak. Turcia ar fi fost redusă la o dimensiune similară cu cea stabilită prin Tratatul de la Sèvres, în cazul în care s-ar fi opus Tratatului de Prietenie Germano-Turc sau chiar s-ar fi alăturat Aliaților. De asemenea, unii lideri naziști erau convinși de necesitatea restaurării Armeniei ca stat independent (sub protecția germană) împotriva amenințării sovietice, Legiunii Armene fiindu-i promisă restaurarea Marii Armenii. Acest proiect ar fi putut echilibra aspirațiile turcești din Caucaz privind unificarea cu Azerbaidjanul sub numele de „Büyük Turan” [Marele Turan], care ar fi reprezentat o amenințare pentru Germania și aspirațiile sale. Totuși, Hitler nu avea încredere în aspirațiile armene, considerând riscantă formarea de batalioane pur caucaziene sau acordarea unor astfel de promisiuni Ostlegionen (Legiunii Estice), preferând în schimb să sprijine musulmanii.

##### Peninsula Arabă
Cel de-al Treilea Stat Saudit, condus de Ibn Saud, era văzut ca un aliat natural și urma să primească concesii teritoriale în sud-vestul Arabiei și în Transiordania. Totodată, se discuta despre un posibil stat satelit postbelic, o Mare Uniune Arabă. Deși inițial intenționa să acorde Italiei controlul regiunii (Iordania, Palestina, Arabia Saudită, Irak, Yemen, Aden), cu condiția ca companiile germane să exploateze resursele naturale și să dețină numeroase orașe de coastă ca baze militare împotriva anglo-americanilor, după ce această țară a trecut la Tabăra Aliaților în 1943, Hitler a ajuns să vadă tot mai mult țările islamice și mișcarea panarabă drept aliatul natural al Germaniei Naziste, spre deosebire de „trădătorii” italieni. Pe 17 februarie 1945, în special, el și-a exprimat în fața anturajului său regretul că alianța anterioară a Germaniei cu vecinul său sudic împiedicase o politică mai revoluționară față de lumea arabă, care ar fi permis și scoaterea acesteia de sub influența britanică și franceză în zonă:
„Prin natura lucrurilor, acest teritoriu devenea o rezervație italiană și astfel Ducele pretindea că este a lui. Dacă am fi fost singuri, am fi putut emancipa țările musulmane dominate de Franța; și asta ar fi avut repercusiuni enorme în Orientul Apropiat, dominat de Marea Britanie, și în Egipt. Dar, avându-ne soarta legată de cea a italienilor, urmărirea unei astfel de politici nu era posibilă. Tot Islamul vibra la știrile despre victoriile noastre. Egiptenii, irakienii și întregul Orient Apropiat erau pregătiți să se ridice la revoltă. Gândiți-vă doar ce am fi putut face pentru a-i ajuta, chiar și pentru a-i incita, așa cum ar fi fost atât datoria noastră, cât și în interesul nostru! Dar prezența italienilor alături de noi ne-a paralizat; a creat un sentiment de disconfort în rândul prietenilor noștri islamici, care inevitabil ne-au văzut drept complici, de voie sau de nevoie, ai asupritorilor lor.”
Cu toate acestea, Hitler vedea sprijinul arabilor doar ca un atu în planurile sale de cucerire. El „nu dorea nimic de la arabi” și considera că o cooperare autentică între arieni și arabi era improbabilă din cauza inferiorității rasiale a acestora:
„Exploatarea Mișcării de Eliberare Arabă. Situația englezilor în Orientul Mijlociu va deveni mai precară, în eventualitatea unor operațiuni majore germane, dacă mai multe forțe britanice vor fi imobilizate la momentul potrivit prin tulburări civile sau revoltă. Toate măsurile militare, politice și de propagandă în acest sens trebuie să fie strict coordonate în perioada pregătitoare. Ca agenție centrală în străinătate, nominalizez Statul Major Special F, care va lua parte la toate planurile și acțiunile în zona arabă, cu sediul în zona Comandamentului Forțelor Armate de Sud-est. Cei mai competenți experți și agenți disponibili vor fi puși la dispoziția sa. Șeful Înaltului Comandament al Forțelor Armate va specifica îndatoririle Statului Major Special F, în acord cu ministrul de Externe, unde sunt implicate chestiuni politice.”

##### Levantul și Mesopotamia
Ironic, deși antisemit în perspectiva sa, Hitler, având scopul principal de a face judenrein (eliberată de evrei), nu s-a opus inițial stabilirii unui stat evreu în Țara Sfântă și chiar a sprijinit sionismul de la Acordul Haavara până la Invazia Poloniei. A considerat relocarea evreilor acolo ca o soluție mai puțin dăunătoare la problema evreiască, fiind preferabil să-i expulzeze decât să-i păstreze în Europa și să fie vulnerabil la influența lor (așa cum a fost în timpul boicotului antinazist din 1933). De asemenea, era economic mai ușor să se instige emigrarea voluntară decât să se consume resurse pentru a-i persecuta, expulza sau omorî. Naziști precum Leopold von Mildenstein credeau că politica externă și controlul asupra evreilor ar deveni mai simple dacă aceștia ar fi concentrați într-un teritoriu specific, evitând, de asemenea, pericolul asimilării evreilor în națiunea germană. Mai mult, Italia fascistă, având Levantul în sfera sa de influență în Noua Ordine, era interesată să sprijine sionismul revizionist, deoarece acele facțiuni doreau să dezvolte un fascism evreiesc și îl admirau pe Benito Mussolini (unii dintre ei, precum Zeev Jabotinski, credeau că Imperiul Italian ar putea fi singurul lor aliat împotriva opresiunii britanice din Palestina).
Totuși, din cauza ritmului migrațiilor evreiești în Palestina și a radicalizării sentimentului antievreiesc în timpul războiului, a avut loc o schimbare de planuri. Germania Nazistă a adoptat acum o politică externă antisionistă, fiind preocupată de pericolul unui stat evreiesc puternic în Orientul Mijlociu, pro-Aliați, care ar putea reprezenta o amenințare pentru o geopolitică nazistă globală după victorie, astfel că sprijinirea naționalismului arab a devenit preferată, mai ales după căderea regimului fascist în Italia (deoarece Orientul Mijlociu ar fi trebuit acum să fie complet dominat de Germania, fără a fi împărțit cu alte puteri europene), fiind favorabil să facă concesii mișcărilor anticoloniale, care erau nu doar antieuropene, ci și antievreiești.

##### Sfera Persană

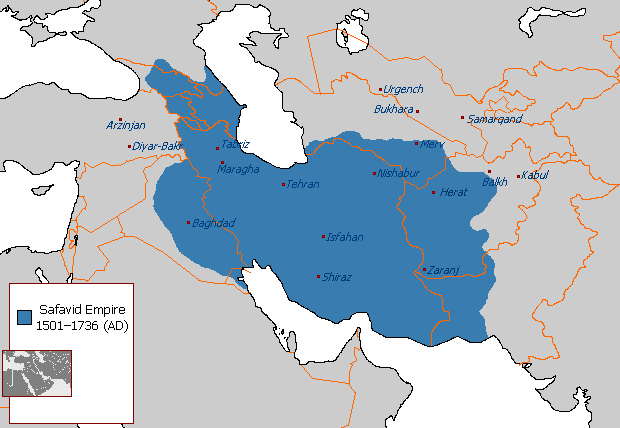
Aspirațiile imperiale ale naționaliștilor iranieni. Aceste obiective expansioniste „ariene” erau considerate justificate și susținute de planurile naziste ale Noii Ordini.

Iranul, aflat sub ocupația Aliaților, urma să fie atras în tabăra Axei, posibil printr-o revoltă. Posibilitatea Iranului ca bastion antisovietic era considerată încă din anii 1930, iar aceasta coincide cu declarația lui Hitler că Iranul este o "țară ariană” (numele Iran înseamnă literal „patria arienilor” în Persană). Schimbarea numelui Persiei în Iran în 1935 a fost făcută de Șahul Iranului la sugestia ambasadorului german ca un act de „solidaritate ariană”. Cu toate acestea, iranienii și-au numit țara „Iran”, un nume care precede cu mult ascensiunea Germaniei Naziste. În 1936, cabinetul lui Hitler a declarat iranienii imuni la Legile de la Nürnberg, considerându-i „arieni puri”. În ajunul celui de-Al Doilea Război Mondial, Germania era deja cel mai mare partener comercial al Iranului, urmată de Uniunea Sovietică, Regatul Unit și Statele Unite. În 1939, Germania Nazistă a trimis peste 7.500 de cărți cu tonuri rasiale care promovau o colaborare mai strânsă între perși și germani. Biblioteca Științifică Germană conținea peste 7.500 de cărți selectate „pentru a convinge cititorii iranieni... de rudenia dintre Reichul Național-Socialist și cultura ariană a Iranului.”
În Noua Ordine, Germania Nazistă considera că Iranul ar trebui să aibă propriul imperiu, asemănător cu cel din perioada dinastiei Safavide, și astfel i-a oferit Irakul Britanic ca parte a sferei de influență iraniene și a sugerat ca Iranul să anexeze teritorii până la guvernatoratul Karbala, promițând că Iranul trebuie să aibă pe teritoriul propriu Moscheea Imamului Hussein, cel mai mare sanctuar șiit). Hitler a promis personal că, după înfrângerea Uniunii Sovietice, va returna Iranului toate teritoriile persane luate de ruși (în timpul Războaiele Ruso-Persane din secolele XIX și XX). De asemenea, planurile economice ale lui Hjalmar Schacht pentru expansiunea globală a economiei naziste coincideau cu dorințele naționaliste ale Iranului sub conducerea lui Reza Shah de modernizare industrială, investind mult capital în infrastructura iraniană. Iranul, Afganistanul și Turcia erau planificate ca parte a unui „traseu nordic” de state tampon împotriva amenințării sovietice globale, în care interesele economice ale fiecărei țări erau de primă importanță, nu doar cele germane. Sentimentul de prietenie „ariană” a contribuit, de asemenea, la o apropiere politică între Iran și Germania, iar liderii naziști vedeau Iranul ca pe o societate unică, cu ample paralele între iranieni și germani (făcând analogii între Iran, ca țară șiită izolată cu propriile particularități, și concepția nazistă despre Germania ca o țară creștină pozitivă, de asemenea izolată și cu trăsături distincte). Hitler îl respecta personal pe Reza Shah ca pe un lider admirabil, ale cărui idealuri antiliberale și antisocialiste erau în concordanță cu credințele fasciste ale unei „poziții a treia” împotriva capitaliștilor britanici și comuniștilor sovietici.

De asemenea, Hitler admira organizarea riguroasă a poliției iraniene pentru a reduce la tăcere opoziția republicană și anarhistă față de monarhie. Propaganda nazistă, prin intermediul unor posturi de radio precum Berliner Rundfunk, folosea misticismul islamic pentru a răspândi ideologii pro-Axă, susținând că exista o rudenie între Allah și „zeul germanic” sau sugerând chiar că Hitler ar fi fost precursorul celui de-al doisprezecelea Imam ascuns, ce va aduce o nouă ordine de pace și prosperitate în lumea islamică. Totuși, clerul și guvernul iranian au respins ferm aspectele religioase ale nazismului (considerate erezii) și au persecutat promotorii acestei ideologii, fiind sceptici și față de sugestiile germane de a implementa reforme în Monarhia Pahlavi conform ideologiilor fasciste. Totuși, majoritatea liderilor iranieni aveau interese în proiectele Axei pentru o Nouă Ordine (Iranul chiar a susținut inițial campaniile expansioniste, precum Anschlussul Austriei sau ocupația Cehoslovaciei), întrucât încercau să dezvolte o monarhie puternică, capabilă să se elibereze de sferele de influență britanice și rusești care modelaseră națiunea în epoca neoimperialismului. Prin acest demers, naționaliștii iranieni așteptau un rol mai mare pentru Iran în lume, în eventualitatea unei victorii germane, având ca obiectiv restaurarea unui Imperiu Persan care să onoreze măreția trecutului său imperial. Acest lucru era acceptabil pentru germani, potrivit unei note din 1938 a Ministerului German de Externe, care considera un Iran puternic și independent drept favorabil planurilor globale germane.
„Interesele Germaniei Naziste sunt cel mai bine păstrate printr-un Iran liber, independent și militar puternic, conectat intim cu Germania prin colaborări politice și economice.”—Erwin Ettel, ambasadorul Germaniei la Teheran

Paștunistanul. Conducerea nazistă dorea să stabilească un stat marionetă paștun pro-Axă pentru a-și asigura dominația asupra Afganistanului (ca teritoriu de trecere pentru invadarea Indiei Britanice și controlul Asiei Centrale).

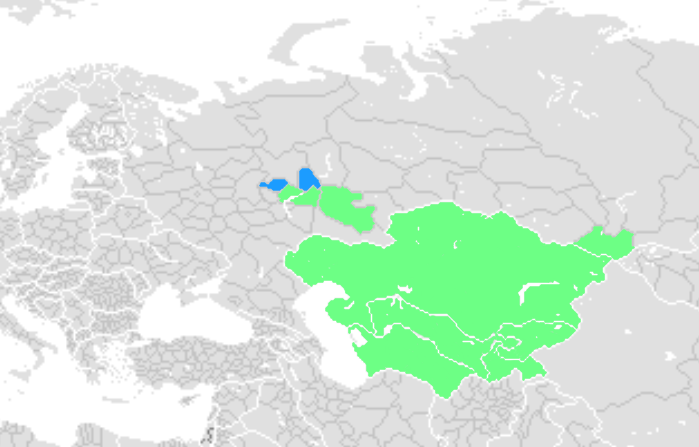
Propunerea lui Alfred Rosenberg de a stabili Reichskommissariat Turkestan pentru o viitoare cucerire germană a Asiei Centrale sovietice. Hitler prefera să cucerească Lebensraumul din Europa de Est, lăsând Asia Centrală ca un simplu marș militar, servind drept set de state tampon pentru Reichul German împotriva rămășițelor sovietice și a imperiilor britanice.

De asemenea, conform Operațiunii Orient, germanii intenționau să avanseze prin Iran și Irak cu forța, convergând în final spre India. Strategia geopolitică nazistă față de perși (Iran și Afganistan) avea ca obiectiv asigurarea unui aliat puternic în Orientul Mijlociu, fiind un punct strategic de contact cu civilizațiile orientale și crezând într-o „frăție ariană” cu germanii. În timpul manevrelor diplomatice de dinainte de război, Biroul de Afaceri Externe al NSDAP a manifestat un interes special pentru Afganistan, considerând că Imperiul German nu reușise să exploateze diplomatic țara în timpul Primului Război Mondial, în ciuda Expediției Niedermayer-Hentig. Obiectivul era să se asigure că țara va rămâne neutră în cazul unui conflict germano-britanic și, eventual, să fie folosită militar împotriva Indiei Britanice sau a Rusiei Sovietice. După armistițiul germano-francez din 1940, guvernul de la Kabul a încercat să obțină informații de la Berlin cu privire la planurile germane pentru viitorul Afganistanului. O preocupare specială erau granițele postbelice ale țării – guvernul afgan spera să reincludă 15 milioane de paștuni etnici, plasați în India Britanică datorită Liniei Durand, și să securizeze granița nordică a Indiei, făcând posibilă o extindere spre Oceanul Indian.
În timp ce discuțiile axei germano-sovietice din octombrie-noiembrie se desfășurau (discutând posibila extindere a sferei de influență sovietice în Asia centrală sudică, din estul Turciei până în India, Berlinul a ezitat să ofere Kabulului propuneri concrete. Cu toate acestea, după Invazia Axei asupra Uniunii Sovietice, geopolitica nazistă s-a schimbat, iar Afganistanul devenea acum un teritoriu strategic în sfera de influență germană pentru Noua Ordine (întrucât scopul principal era ca, după cuceririle Lebensraum din Rusia Europeană, germanii ar fi trebuit să preia Asia Centrală Rusă și să moștenească rivalitatea cu britanicii din Marele Joc). Astfel, agenți ai Abwehr, precum Manfred Oberdörffer și Fred Hermann Brandt (cu ajutor italian, inclusiv agenți ca Adolf Crescini și Pietro Quaroni), aveau misiunea de a stârni o revoltă paștună împotriva Indiei Britanice pe partea pakistaneză, și apoi să formeze un stat paștun pro-Axă, inițiat în iunie 1941 de Erwin von Lahousen, sub numele de cod Operațiunea Fire Eater, în care se considera să cedeze în viitor zonele tribale paștune și Waziristan, de la India Britanică către Regatul Afganistanului (numai dacă ar fi cooperat, în caz contrar, folosind naționaliștii paștuni împotriva afganilor, sovieticilor, britanicilor și indienilor). Totuși, datorită descoperirii operațiunii Fire Eater de către guvernul afgan în iulie 1941 (care a arestat câțiva dintre agenții-cheie ai Abwehr), planificările germane în Asia Centrală au fost reluate în cadrul Operațiunii Tiger, cu participarea directă a Ministerului German de Externe, într-o secțiune recent dezvoltată pentru interesele naziste în India (încredințată lui Adam von Trott zu Solz și supravegheată de Wilhelm Keppler), implicând și agenți naționaliști indieni pro-Axă percepuți ai Subhas Chandra Bose, inclusiv Bhagat Ram Talwar (care era, de fapt, un spion al Cominternului, în contact cu șeful stației de informații externe sovietice, Mihail Andreevici Allahverdov. Noile obiective se concentrau mai puțin pe intervenția în politica internă afgană, evitând provocările împotriva guvernului, și mai mult pe dezvoltarea unei rețele de informații germane pentru Gestapo în Asia de Sud (numită „Grupul Kirti”) pentru a instiga revolte antibritanice printre paștuni (în special între Mohmand și Afridi), cu planuri pe termen lung de a crea un stat paștun pro-Axă în Waziristan, așteptând o intervenție germană după o eventuală cucerire a Caucazului.

Cu toate acestea, Germania Nazistă intenționa și să răstoarne guvernul neutru afgan, amenințând cu inițierea unui război civil sau fragmentarea statului afgan între Iran, un stat indian marionetă și un stat paștun rezidual, dacă ar fi refuzat cooperarea. Astfel, în ciuda relațiilor bune ale Biroului de Afaceri Externe al NSDAP cu guvernul afgan, Ministerul Afacerilor Externe, condus de Ribbentrop, a preferat răsturnarea guvernului actual sub conducerea lui Mohammad Zahir Shah și restaurarea domniei lui Amanullah Khan, aflat în exil din 1929. Hitler a sfârșit prin a susține poziția biroului lui Rosenberg în această chestiune, astfel declanșând Operațiunea Amanullah în 1942, în cadrul căreia Abwehr în Afganistan avea misiunea de a stimula o insurgență pro-Axă paștună și turcă în Asia Centrală (inspirată de mișcarea Basmachi), așteptând o invazie germană a Afganistanului (prin teritoriul ocupat de sovietici din Reichskommissariat Turkestan), pentru a forma un stat marionetă afgan condus de Amanullah Khan, pregătind condițiile pentru scopul principal de a invada India Britanică după un posibil colaps total al Uniunii Sovietice în Eurasia.
„turcii pot obține independența doar cu asistența țărilor Axei, iar astfel turkmenii se consideră soldații lor și sunt gata să îndeplinească orice sarcină.”—K. Rasmus

#### Planuri pentru India
Punctul de vedere al lui Hitler despre India era, în general, disprețuitor, iar planurile sale pentru regiune erau puternic influențate de opiniile sale rasiale, mai ales legate de statutul subordonat al Indiei sub dominația britanică. Deși mulți naționaliștii indieni vedeau Germania Nazistă drept un potențial aliat în lupta lor împotriva dominației coloniale britanice, Hitler „nu și-a ascuns disprețul față de mișcările anticoloniale.” În mai 1930, Hitler a scris că Mișcarea de independență indiană era condusă de „rasa inferioară indiană împotriva rasei nordice superioare engleze” și a numit indienii implicați în luptă drept „jongleri asiatici”. Șapte ani mai târziu, în 1937, Hitler i-a spus secretarului britanic de externe, Lord Halifax, că britanicii ar trebui „să-l împuște pe Gandhi, iar dacă asta nu e suficient pentru a-i supune, să împuște o duzină de membri de frunte ai Congresului, iar dacă nici asta nu e suficient, să împuște 200 și așa mai departe, pentru a arăta că vorbesc serios." În aceeași discuție, Hitler i-a mărturisit lui Halifax că unul dintre filmele sale preferate era Cei trei lăncieri din Bengal, deoarece arăta cum o mână de britanici, membri ai „rasei superioare”, reușesc să mențină controlul asupra subcontinentului indian.
Teoreticianul nazist Alfred Rosenberg, care împărtășea viziunile rasiale și politice ale lui Hitler despre India, susținea că, deși cultura vedică era de origine ariană, orice sânge nordic din India dispăruse de mult din cauza amestecului rasial. Asit Krishna Mukherji, cu sprijinul consulatului german, a publicat revista The New Mercury, o publicație nazistă, fiind lăudat de baronul von Selzam într-o „comunicație către toate legăturile germane din Orientul Îndepărtat, afirmând că nimeni nu a oferit servicii Reichului comparabile cu cele ale lui Sir Asit Krishna Mukherji în Asia." Savitri Devi, care ulterior s-a căsătorit cu el, împărtășea credințele sale „în renașterea panariană a Indiei”, precum și în naționalismul hindus, iar odată cu începerea celui de-Al Doilea Război Mondial, ambii „au desfășurat activități clandestine în favoarea puterilor Axei în Calcutta.”
În primii ani de război în Europa, în timp ce Hitler încerca să ajungă la un acord cu britanicii, considera că India ar trebui să rămână sub control britanic după război, deoarece alternativa, în mintea sa, era ocuparea subcontinentului de către sovietici. După ce britanicii au respins ofertele de pace germane, Hitler a ordonat, pe 17 februarie 1941, pregătirea unui studiu militar pentru o operațiune post-Barbarossa în Afganistan împotriva Indiei. Scopul acestei operațiuni nu era neapărat cucerirea subcontinentului, ci amenințarea pozițiilor militare britanice de acolo, forțând britanicii să accepte termenii. O săptămână mai târziu, operațiunea din Afganistan a fost subiectul unei discuții între șeful Statului Major Al Armatei Franz Halder, comandantul suprem al armatei (Oberbefehlshaber des Heeres) Walter von Brauchitsch, și șeful Secțiunii de Operațiuni (Operationsabteilung) OKH Adolf Heusinger. Într-o evaluare din 7 aprilie 1941, Halder estima că operațiunea ar necesita 17 divizii și un regiment separat. În acest scop a fost creat un Birou Special pentru India.

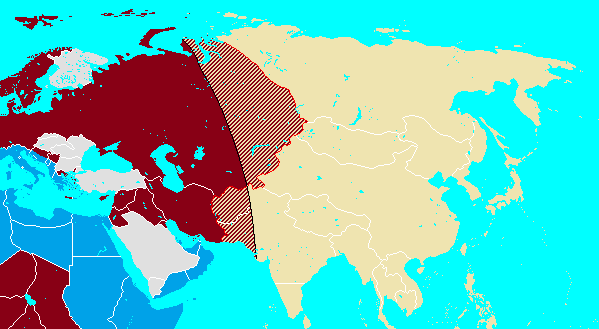
Împărțirea Asiei în două părți administrate de Germania Nazistă (maro) și Japonia Imperială (bej)

Revoluționarul indian Subhas Chandra Bose a scăpat din India pe 17 ianuarie 1941 și a ajuns în Berlin prin Moscova. Acolo a propus organizarea unui guvern național indian în exil și a cerut Axei să își declare sprijinul pentru cauza indiană. A reușit în cele din urmă să obțină astfel de promisiuni din partea Japoniei după căderea Singaporeului și, ulterior, din partea Italiei, dar germanii au refuzat. Bose a avut o audiență cu Benito Mussolini, însă Hitler a refuzat inițial să-l vadă, deși a reușit, cu dificultate, să obțină acces la Joachim von Ribbentrop. Ministerul de Externe german era sceptic față de astfel de demersuri, deoarece scopul german era să-l folosească pe Bose pentru propagandă și activități subversive, mai ales după modelul loviturii pro-Axă din Irak din 1941. Aceste măsuri de propagandă includeau transmisiuni radio antibritanice și recrutarea prizonierilor de război indieni pentru „Legiunea Indiei Libere.” Bose s-a întâlnit în cele din urmă cu Hitler pe 29 mai 1942. În timpul discuției, care a constat în mare parte din monologul lui Hitler adresat lui Bose, Hitler și-a exprimat scepticismul față de pregătirea Indiei pentru o revoltă împotriva britanicilor și temerile sale de o preluare sovietică a Indiei. A declarat că, dacă Germania ar trebui să facă ceva în legătură cu India, ar trebui mai întâi să cucerească Rusia, deoarece drumul către India putea fi realizat doar prin această țară. Totuși, i-a promis sprijin financiar lui Bose și ajutor pentru relocarea sa în Orientul Îndepărtat. Bose a descris ulterior întâlnirea spunând că a fost imposibil să-l implice pe Hitler într-o discuție politică serioasă.
Pe 18 ianuarie 1942, s-a decis ca subcontinentul indian să fie împărțit între puterile Axei. Germania urma să preia partea din India Britanică corespunzătoare aproximativ părții vestice a actualului Pakistan, în timp ce restul Indiei Britanice, împreună cu Afganistanul, era destinat Japoniei.

### Planuri pentru America

#### Planuri pentru America de Nord
Înainte de a finaliza presupusa cucerire germană a Europei, conducerea nazistă spera să mențină Statele Unite în afara războiului. Într-un interviu acordat revistei Life în primăvara anului 1941, Hitler a declarat că o invazie germană în emisfera vestică era la fel de fantastică precum o invazie a Lunii și a spus că era convins că ideea era promovată de oameni care credeau, în mod eronat, că războiul ar fi bun pentru afaceri.

SUA ocupată de puterile Axei, așa cum este prezentată în serialul de televiziune Omul din Castelul Înalt.

Mișcări pronaziste din SUA, cum ar fi Friends of the New Germany și German-American Bund, nu jucau niciun rol în planurile lui Hitler pentru această țară și nu au primit niciun sprijin financiar sau verbal din partea Germaniei după 1935. Cu toate acestea, anumite grupuri de activiști amerindieni, precum American Indian Federation, cu înclinații fasciste, urmau să fie folosite pentru a submina administrația Roosevelt prin propagandă. Rapoarte fictive despre faptul că Berlinul ar fi declarat că tribul Sioux este arian au fost răspândite de German-American Bund pentru a spori tensiunile între nativii americani și guvernul SUA, încurajând nativii să refuze înrolarea sau înregistrarea de către Bureau of Indian Affairs. Propagandiștii naziști au mers până la a declara că Germania ar restitui pământurile expropriate indienilor sau chiar ar crea un stat independent pentru nativi, asemenea confederației lui Tecumseh, Goebbels prezicând că aceștia ar manifesta o loialitate redusă față de America și ar prefera să se revolte decât să lupte împotriva Germaniei. Aceste zvonuri au fost raportate Congresului de către John Collier, comisar al afacerilor indiene, legitimându-le astfel în ochii multora.
În copilărie, Hitler fusese un cititor entuziast al romanelor western scrise de Karl May și i-a spus lui Albert Speer că se inspira din acestea și la vârsta adultă, în momentele de impas. Influența scrierilor lui Karl May în tineretul hitlerist și în societatea germană a generat credința că popoarele native aveau o natură cvasiariană în cadrul Volkului (deși tot erau considerați Untermensch). Naziștii au utilizat pragmatic tropi populari ai imaginii indienilor (indianthusiasm) împotriva SUA. De asemenea, la sfârșitul anilor 1930, naziștii au încercat să câștige sprijinul indienilor americani, în special al popoarelor Sioux și Lakota, pentru Germania Nazistă, sperând să declanșeze o revoltă a „indienilor emisferici” împotriva tratamentului brutal, creând astfel aliați și instabilitate pentru a submina argumentele americane privind superioritatea morală a democrației.

Aproximativ nouă luni înainte ca SUA să se alăture Aliaților, președintele american Franklin D. Roosevelt a făcut o referire la Noua Ordine într-un discurs susținut pe 15 martie 1941, recunoscând ostilitatea lui Hitler față de SUA și potențialul distructiv pe care acesta îl reprezenta, despre care Roosevelt era foarte conștient:
„...Forțele naziste nu caută doar modificări minore ale hărților coloniale sau ale granițelor europene. Ele urmăresc în mod deschis distrugerea tuturor sistemelor elective de guvernare de pe fiecare continent, inclusiv pe al nostru. Caută să stabilească sisteme de guvernare bazate pe regimentarea tuturor ființelor umane de către un mic grup de lideri individuali care iau puterea prin forță. Da, acești oameni și adepții lor hipnotizați numesc acest lucru „Noua Ordine”. Nu este nouă și nici nu este ordine... Umanitatea nu va accepta niciodată un sistem impus prin cucerire și bazat pe sclavie... Noi am înțeles acum acest scop.”
Hitler disprețuia societatea americană, afirmând că SUA (pe care o numea „Uniunea Americană”) era „pe jumătate iudaizată și pe cealaltă jumătate negrificată” și că „în măsura în care există oameni decenți în America, toți sunt de origine germană.” Încă din 1928, în cartea sa Zweites Buch, susținea că Germania Nazistă trebuie să se pregătească pentru lupta finală cu SUA pentru hegemonie. În a doua parte a anului 1941, pe măsură ce devenea tot mai sigur de o victorie a Axei în Europa, a început planificarea unei extinderi masive a Kriegsmarinei, incluzând 25 de cuirasate, 8 portavioane, 50 de crucișătoare, 400 de submarine și 150 de distrugătoare, depășind mult extinderea navală prevăzută deja în 1939 prin Planul Z. Istoricul Gerhard L. Weinberg a declarat că această superflotă era destinată împotriva emisferei vestice.
Hitler avea în vedere și ocuparea insulelor Azore (portugheze), Capul Verde, Madeira și Canare (spaniole), pentru a împiedica britanicii să folosească o bază de acțiune militară împotriva Europei controlate de naziști și pentru a obține baze navale și aerodromuri pentru operațiuni împotriva Americii de Nord. Hitler dorea să folosească aceste insule pentru a „desfășura bombardiere cu rază lungă împotriva orașelor americane de pe Azore”, plan care a fost prezentat în birourile RLM ale lui Hermann Göring în primăvara anului 1942 pentru concursul de proiectare a unei asemenea aeronave. Datorită amplasării insulelor portugheze și spaniole în Atlantic, Hitler considera că o bază aeriană Luftwaffe amplasată pe insulele Azore era „singura posibilitate de a desfășura atacuri aeriene de pe o bază terestră împotriva Statelor Unite,” cu aproximativ un an înainte de lansarea în mai 1942 a competiției pentru proiectul strategic de bombardiere cu rază transoceanică Amerika Bomber.
În iulie 1941, Hitler s-a adresat ambasadorului japonez Ōshima cu o ofertă de a purta o luptă comună împotriva SUA. Propriul program de proiectare a avioanelor al Japoniei, Proiectul Z, era un mod posibil de a realiza un astfel de obiectiv, în aceeași perioadă în care Forțele Aeriene ale Armatei Statelor Unite ale Americii (USAAC) propuseseră pe 11 aprilie 1941 o competiție pentru proiectarea unor avioane destinate aceleiași misiuni împotriva forțelor Axei, respectiv modelele Northrop XB-35 și Convair B-36, pentru a ataca Germania Nazistă direct de pe solul nord-american.
În această ultimă bătălie pentru dominația mondială, Hitler aștepta ca britanicii învinși să sprijine forțele Axei cu flota lor mare. El a afirmat că „Anglia și America vor avea într-o zi un război între ele, care va fi purtat cu cea mai mare ură imaginabilă. Una dintre cele două țări va trebui să dispară.” și „Nu voi mai fi acolo să văd asta, dar mă bucur, în numele poporului german, la gândul că într-o zi vom vedea Anglia și Germania marșând împreună împotriva Americii.”
Totuși, cucerirea fizică a Statelor Unite era puțin probabilă, iar soarta viitoare a teritoriilor SUA rămânea neclară în mintea lui Hitler. El percepea bătălia anticipată cu acea țară, cel puțin sub conducerea sa, ca un fel de „luptă a continentelor” – posibil asemănătoare cu concepția americană contemporană ilustrată în textul de deschidere al celui de-al doilea film din seria „Why We Fight” a lui Frank Capra, prezentând o perspectivă americană asupra modului în care Hitler ar fi putut percepe lucrurile în timp ce privea mulțimile la adunarea de la Nürnberg din 1934 cu o Lume Veche dominată de naziști luptând pentru supremația globală împotriva Lumii Noi, în care Germania ar fi obținut conducerea lumii, mai degrabă decât să stabilească un control direct asupra acesteia. Deciziile ulterioare erau lăsate generațiilor viitoare de conducători germani.
Canada era percepută ca având o importanță destul de redusă în concepțiile naziste asupra lumii de după război. Obiectivele politice ale lui Hitler erau concentrate în principal asupra Europei de Est înainte și în timpul războiului – spre deosebire de opiniile sale față de Statele Unite din 1928, expuse în volumul său nepublicat, Zweites Buch – Hitler considera Statele Unite ca fiind un factor politic neglijabil în lume, în timp ce Canada îl interesa și mai puțin. El grupa politic țara împreună cu Statele Unite într-o Americă de Nord dominată de SUA și o considera la fel de „materialistă, bastardizată rasial și decadentă” ca vecinul său din sud. În 1942, exprimându-și teama de un colaps iminent al Imperiului Britanic, pe care prefera să-l vadă intact, Hitler credea că Statele Unite ar ocupa și anexa Canada la prima oportunitate și că canadienii ar primi cu bucurie o astfel de mișcare.
Această lipsă de direcție politică de la nivel înalt a însemnat că politicienii naziști preocupați de reprezentarea intereselor Germaniei și relațiile cu Canada au fost nevoiți să recurgă la o linie de politică improvizată, despre care credeau că este în concordanță cu dorințele lui Hitler. Țara era remarcată pentru abundența resurselor naturale, iar datorită dimensiunii sale geografice mari cu o densitate de populație redusă, era caracterizată ca „o țară fără oameni,” în contrast cu Germania, considerată „un popor fără spațiu.” În jurnalul său de călătorie din 1934 despre Canada, Zwischen USA und dem Pol (Între SUA și Polul Nord), jurnalistul german Colin Ross descria societatea canadiană ca fiind artificială, deoarece era compusă din multe părți diferite care nu erau legate nici de sânge, nici de tradiții de lungă durată (subliniind diferențele dintre canadienii francezi și cei englezi în special), și că din acest motiv nu se putea vorbi despre o națiune sau un Volk canadian. Drept urmare, sistemul politic al țării era considerat, de asemenea, mecanic și neorganic, iar Ottawa nu constituia „inima națiunii.” Din cauza acestor factori, canadienii erau considerați incapabili de a înțelege „adevărata cultură,” iar imigrația germană în Canada era considerată o greșeală, deoarece aceștia ar fi fost forțați să trăiască într-o „civilizație goală.”
În ciuda lipsei de interes a Germaniei Naziste față de Canada, regimul de la Vichy din Franța era complet interesat de câștigarea unei hegemonii asupra poporului québécois, ca mijloc de a dezvolta o sferă de influență în America de Nord comparabilă cu Noua Franță de odinioară. Scopul principal era exportul Révolution nationale în Quebec printr-un sistem de propagandă dezvoltat la Ambasada Franței în Statele Unite, profitând de sentimentele antigaulliste în rândul franco-canadienilor (din cauza unei puternice influențe a ultramontanismului în societatea lor, care considera Franța Liberă și a Treia Republică Franceză ca o reprezentare necorespunzătoare a tradițiilor politice franceze). Totuși, poporul québécois avea o atitudine ambivalentă față de fascism (deși exista o simpatie mai mare față de regimul de la Vichy datorită tendințelor sale conservatoare decât de dorința unei victorii a Axei), iar chiar Biserica Catolică din Quebec (care avea multă influență socială înainte de Revoluția Tăcută) a încercat să elimine elementele „cel mai intens vichyiste” din societate, criticând în același timp tendințele liberale franceze ale Franței Libere (deși Charles de Gaulle avea susținere la Universitatea din Montréal datorită neîncrederii față de invadatorul german). În plus, existau unele societăți secrete fasciste franco-canadiene în jurul Universității din Montréal (membrii acestora fiind François Hertel, Pierre Trudeau, Jean Drapeau) și cu un contact minor cu Germania Nazistă și regimul de la Vichy (deși era o inițiativă proprie) care plănuiau să declanșeze o revoluție fascistă, bazată pe fascismul clerical și Frères chasseurs, împotriva Confederației Canadiene și a democrației sale parlamentare, cu plutocrația capitalistă „evreiască,” având ca scop principal proclamarea independenței Quebecului (profitând de criza recrutării din 1944) și sperând să obțină ajutor din partea Puterilor Axei în viitor, în cazul în care Aliații, sau cel puțin Commonwealth-ul britanic, ar fi intervenit pentru a restabili liberalismul și supremația britanicilor din Canada.

#### Planuri pentru America Centrală și Caraibe
Atât Germană Nazistă (Operațiunea Pelikan), cât și Imperiul Japonez aveau planuri de a cuceri Canalul Panama. Totuși, din partea germană nu exista o planificare amplă pentru administrarea unei Panama ocupate, nici pentru realizarea unor politici de inginerie socială în rândul elementelor mestizo din populația hispanică și amerindiană (probabil din cauza lipsei de interes a Germaniei Naziste față de America Latină). De partea japoneză, existau câteva planuri, majoritatea în stadiu incipient, de a dezvolta un Guvern-General al Americii Centrale (format mai ales din fosta Căpitănie Generală a Guatemalei, Spanish Main și Antilele Mari), cu scopul de a sfida Doctrina Monroe și de a extinde sfera de influență japoneză asupra Coastei Pacificului (amenințând Mexicul, Peru și Chile să cedeze teritorii în porturi strategice, similar concesiunilor externe din China, care ar fi devenit ulterior state client), transformând Oceanul Pacific într-un lac japonez și expulzând Statele Unite din „curtea din spate” a Americii, umilind astfel SUA prin blocarea controlului asupra Caraibelor și Golfului Mexic. Totuși, Insulele Sub Vânt, Trinidad și Guyanele erau considerate să fie cedate imperiului colonial italian sau unui posibil colonialism german, deoarece Japonia dorea să evite un conflict de interese în Oceanul Atlantic cu aliații Axei sau Brazilia. Politica externă germană nu s-a opus, dar nici nu a aprobat aceste ambiții japoneze, însă, în caz de victorie, răspunsul cel mai probabil ar fi fost indiferența totală (ca în cazul oricărui aspect legat de Ibero-America), întrucât interesele germane în țările ABC (Operațiunea Bolívar) și posibilele interese germane în Caraibe nu erau amenințate.

#### Planuri pentru dominația economică a Americii de Sud

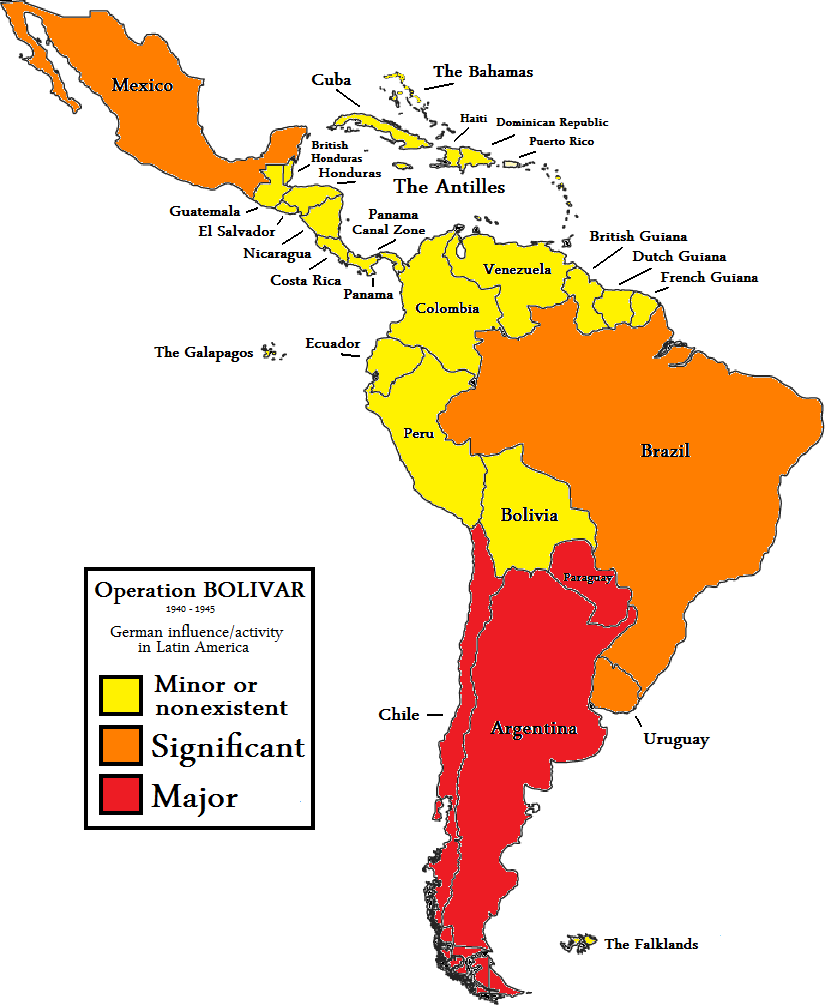
Harta influenței naziste asupra Americii Latine, rezultatul activităților din Operațiunea Bol.

Nici Hitler, nici alt lider nazist important nu au arătat mult interes față de America de Sud, cu excepția utilizării acesteia ca exemplu de avertizare de „amestec rasial.” Cu toate acestea, NSDAP/AO era activ în diverse țări sud-americane, în special în rândul comunităților de germani brazilieni și germani argentinieni, iar relațiile comerciale dintre Germania și țările sud-americane erau considerate de mare importanță, în special țările ABC (datorită comunităților germane mari, poziției strategice aproape de Europa în Atlanticul de Sud și economiilor lor puternice la acea vreme). Între 1933 și 1941, scopul nazist în America de Sud era de a obține hegemonia economică prin extinderea comerțului în detrimentul Puterilor Occidentale. Hitler credea, de asemenea, că o Europă dominată de Germania va înlocui Statele Unite ca principal partener comercial al continentului.
Pe termen scurt, obiectivul principal al Reichului era să nazifice comunitățile germane din America de Sud (de obicei cu ajutorul bisericilor luterane) și să încerce să le transforme într-o extensie a statului german, bazat pe principiul Sângelui și Pământului (nu neapărat anexându-le, Reichul fiind dispus să dezvolte un „stat în stat” pentru a amenința acele țări în viitor), în timp ce dezvolta rețele de spionaj împotriva Aliaților în timpul celui de-Al Doilea Război Mondial. Speranțele naziste pe termen lung pentru pătrunderea politică în regiune se bazau pe mișcările fasciste locale, cum ar fi integraționiștii din Brazilia și fasciștii din Argentina peronistă, combinate cu activarea politică a comunităților de imigranți germani. Unii naziști chiar au elaborat planuri (deși fără sprijin oficial din partea liderilor naziști) de a instiga lovituri de stat prin comunitățile germane din micile teritorii sud-americane, cum ar fi Planul Fuhrmann (Uruguay) sau Guayana-Projekt (preluarea militară a Guyanei Franceze). Hitler avea, de asemenea, speranțe ca imigranții germani să „revină” din emisfera vestică pentru a coloniza teritoriile estice cucerite. Deși uneori erau suspicioși că germanii sud-americani adoptaseră un „stil de viață sudic,” liderii naziști credeau că experiența lor de muncă în zonele subdezvoltate i-ar face coloniști ideali pentru teritoriile anexate din est.
Pe 27 octombrie 1941, Roosevelt a declarat într-un discurs: „Am în posesia mea o hartă secretă, realizată în Germania de guvernul lui Hitler, de planificatorii noii ordini mondiale. Este o hartă a Americii de Sud și a unei părți din America Centrală așa cum propune Hitler să o organizeze” în cinci țări sub dominația germană. Discursul a uimit atât Statele Unite, cât și Germania; aceasta din urmă a susținut că harta era un fals. Deși British Security Coordination a falsificat harta și a aranjat ca aceasta să fie descoperită de Biroul Federal de Investigații, se pare că aceasta s-a bazat parțial pe o hartă reală, publică, cu schimbări de granițe pe care agenții germani o foloseau pentru a convinge țările sud-americane să se alăture Noii Ordini.
Alte acuzații cu privire la posibilele planuri ale Germaniei Naziste pentru schimbări teritoriale în America de Sud provin de la diplomatul Sergio Corrêa da Costa, care a susținut că deține dovezi că naziștii brazilieni plănuiau să separe sudul Braziliei într-un nou stat Riograndense, cu scopul de a stabili „Noua Germanie” (bazată pe proiectele anterioare ale celui de-Al Doilea Imperiu German de a împărți America Latină, cum ar fi cel propus de Otto Richard Tannenberg). Corrêa da Costa a menționat că deținea o afirmație de la Hitler însuși, spunând: „Vom crea o nouă Germanie în Brazilia. Acolo vom găsi tot ce avem nevoie.” Pe scară largă, acea „Nouă Germanie” ar fi încercat să își extindă teritoriul cu ajutorul gauchilor pro-Axă de rasă albă din Uruguay, Paraguay și nord-estul Argentinei, încercând să cucerească zonele temperate din bazinul Río de la Plata (care ofereau un spațiu de colonizare foarte similar cu geografia Germaniei) și înlocuind limba portugheză și spaniolă în favoarea germanei ca limbă națională. Totuși, alți istorici sunt sceptici în privința existenței acestor planuri teritoriale pentru Noua Ordine, spunând că nu există suficiente documente și că au fost parte a isteriei colective din Brazilia în timpul celui de-Al Doilea Război Mondial. Aceștia menționează, de asemenea, că Getúlio Vargas a fost inițial pro-Axă (deoarece regimul său Estado Novo era inspirat din ideologia fascistă) și că fusese nominalizat de Germania Nazistă să fie un partener de egalitate al Axei în America de Sud, menționând faptul că Partidul Nazist din Brazilia nu avea interes să participe la alegeri sau să se înregistreze la Curtea Electorală a Braziliei, astfel fiind inofensiv din punct de vedere politic.
Totuși, după ce Brazilia s-a alăturat Aliaților și a început campania de naționalizare împotriva culturii germane, au circulat zvonuri conform cărora Germania Nazistă încerca să folosească integraționiștii brazilieni pentru a-l înlătura pe Vargas și a stabili un stat marionetă pro-Axă și a începe o campanie împotriva elementelor metise și de culoare. Însă aceste afirmații au fost negate atât de Plínio Salgado (liderul integralist), cât și de Hans von Cossel (liderul NSDAP în Brazilia), chiar și unii naziști susținând că integraționiștii, ca naționaliști brazilieni, reprezentau o amenințare pentru germanism, disprețuind, de asemenea, apărarea de către aceștia a învățăturii sociale catolice despre pluralismul cultural sau asimilarea în cazul unui „popor inferior [ brazilienii]” datorită caracterului său multirasial (preferând să aplice o ierarhie clară care separa germanii nativi de brazilienii de origine germană: doar primii puteau adera la NSDAP, în timp ce ceilalți erau considerați inferiori germanilor nativi deoarece erau excesiv de brazilieni). Cu toate acestea, existau planuri concrete de a îndoctrina copiii germani din Brazilia și de a extinde școlile germane în America după modelul tineretului hitlerist.

### Planuri pentru Antarctica

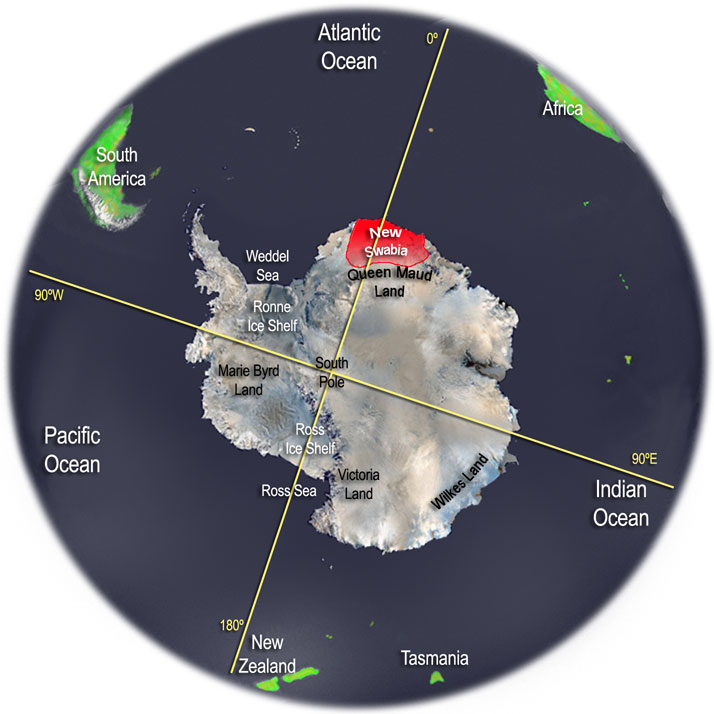
Harta domeniului colonial german din Antarctica, Noua Suabie.

Germania Nazistă a imaginat stabilirea unui domeniu colonial, numit Noua Suabie, în regiunea dintre 20° Vest și 20° Est din teritoriul Antarctic, în actuala Țară a Reginei Maud (în baza pretențiilor teritoriale norvegiene în Antarctica), ceea ce a determinat Norvegia să o anexeze formal cu cinci zile înainte de sosirea primei expediții germane în MS Schwabenland. Au existat planuri pentru a doua și a treia expediție, probabil către cealaltă parte a Antarcticii (în sectorul Pacific), dar toate activitățile din Antarctica au fost anulate din cauza celui de-Al Doilea Război Mondial.
Scopul principal al acestui proiect era stabilirea unor stații de vânătoare a balenelor pe continent, care ar fi extras ulei de balenă pentru a asigura margarina și alte bunuri, reducând dependența economică a Reichului de rezervele internaționale prin importul de uleiuri industriale și grăsimi alimentare. Pe termen scurt, era necesară dezvoltarea unei flote de vânătoare a balenelor și a bazelor aeriene, cu achiziția de terenuri de pescuit, folosindu-le ca un mijloc de a îmbunătăți prestigiul internațional al Germaniei prin propagandă (deși lipsa unei ocupații eficiente). Pe termen lung, era planificată începutul unei ocupații germane a teritoriului, cu obiectivul de a concura împotriva Marii Britanii, Franței și Statelor Unite în ceea ce privește influența globală. Alfred Ritscher și Heinrich Himmler erau interesați de anexarea totală a teritoriilor antarctice ocupate ipotetic de Germania, începând cu „Lacul Schirmacher”, datorită vegetației și izvoarelor calde. Himmler și Rudolf Hess erau interesați de a atinge o castă de aducători de civilizație cu piele albă, teoretizată de societăți ocultiste, astfel că Noua Suabie ar fi trebuit să servească pentru investigațiile ezoterice naziste (s-a considerat chiar dezvoltarea coloniei doar cu membri ai Ahnenerbe care erau interesați să descopere „supraoamenii").

## Planuri pentru războaie viitoare împotriva Asiei
Deși a urmărit o alianță cu Japonia Imperială în lupta împotriva „plutocrațiilor occidentale” și a bolșevismului sovietic, bazată pe Realpolitik, conducerea nazistă considera că alianța sa cu Japonia era doar temporară. Ideologia rasială a nazismului prezicea că soarta civilizației umane depindea de triumful final al popoarelor germanice-nordice, iar conform acesteia, continentul asiatic era văzut ca cea mai mare amenințare la hegemonia rasei albe. Poporul japonez era caracterizat ca „purtători de cultură”, ceea ce însemna că puteau utiliza realizările tehnologice și civilizatorii ale rasei ariene și prin aceasta, puteau menține o societate avansată, dar nu puteau crea cu adevărat o „cultură” de la sine. Gerhard Weinberg afirmă că dovezile istorice sugerează că Hitler, așa cum a făcut și cu sovieticii în perioada 1939-1941, a folosit o tactică de a le conceda japonezilor tot ceea ce își doreau până când ei înșiși puteau fi înfrânți într-un război ulterior. La începutul anului 1942, Hitler a fost citat spunându-i lui Ribbentrop: „Trebuie să ne gândim în termeni de secole. Mai devreme sau mai târziu va trebui să existe o confruntare între rasa albă și cea galbenă.”
În iulie 1941, în timp ce se făceau planuri pentru operațiunile militare post-Barbarossa, comanda navală de vârf a Wehrmachtului, Oberkommando der Marine, nu era pregătită să excludă posibilitatea unui război între Germania și Japonia. În 1942, oficialul NSDAP Erhard Wetzel (Ministerul Reichului pentru Teritoriile de Est Ocupate) a prezis că „autodeterminarea popoarelor asiatice numerice după acest război” ar provoca un impas Europei controlate de germani, instigată de japonezi, și a afirmat că „o Mare Asie și o Indie independentă sunt formațiuni care dispun de sute de milioane de locuitori. O putere mondială germană cu 80 sau 85 de milioane de germani este, în schimb, numeric prea slabă”. Wetzel a reflectat și asupra alegerilor Germaniei în privința politicilor de populație în Rusia ocupată: dacă rușii erau restricționați să aibă cât mai puțini copii posibil în interesul colonizării germane, aceasta ar slăbi și mai mult „rasa albă în fața pericolelor din Asia”.
Pe măsură ce japonezii cucereau un teritoriu colonial european unul după altul în Asia și Oceania, și în timp ce păreau să fie pregătiți să preia Australia și Noua Zeelandă ca rezultat al cuceririlor lor, Hitler credea că rasa albă ar dispărea complet în aceste regiuni, pe care le considera un punct de cotitură în istoria umană. El s-a simțit ușurat de faptul că Japonia a intrat în război de partea Germaniei, deoarece sperase mult timp să folosească acea țară ca o contragreutate strategică față de Statele Unite, bazându-se pe credința sa că hegemonia japoneză în Asia de Est și Pacific ar garanta securitatea ambelor țări prin descurajarea ambițiilor altor puteri. Privind spre viitor, el a remarcat că „Există un lucru pe care Japonia și Germania îl au în comun; amândouă avem nevoie de cincizeci până la o sută de ani pentru scopuri de digestie: noi pentru Rusia, ei pentru Orientul Îndepărtat”.
În discursul său pe care l-a făcut în timpul întâlnirii generalilor majori SS la Posen pe 4 octombrie 1943, Heinrich Himmler a comentat despre conflictele viitoare dintre Europa controlată de naziști și Asia:
[V]om crea condițiile necesare pentru ca întregul popor germanic și întreaga Europa, controlată, ordonată și condusă de noi să poată, în generații, să facă față încercării în bătăliile ei de destin împotriva Asiei, care se vor izbucni cu siguranță din nou. Nu știm când se va întâmpla asta. Apoi, când masa de umanitate de 1 până la 1,5 [miliarde] se aliniază împotriva noastră, poporul germanic, numărând, sper, 250 până la 300 de milioane, și celelalte popoare europene, formând un total de 600 până la 700 de milioane – (și cu un teritoriu avansat întinzându-se până la Ural, sau, în sute de ani, dincolo de Ural) – trebuie să facă față încercării în lupta sa vitală împotriva Asiei. Ar fi o zi malefică dacă poporul germanic nu ar supraviețui. Ar fi sfârșitul frumuseții și „Kultur”, al puterii creative a acestei pământuri. Asta este viitorul îndepărtat. Pentru asta luptăm, angajați să transmitem moștenirea strămoșilor noștri.
Himmler a abordat această viziune apocaliptică într-un discurs anterior pe care l-a făcut în prezența generalilor SS la Universitatea din Harkov, Ucraina, în aprilie 1943. El a vorbit mai întâi despre necesitatea războiului împotriva sovieticilor și a iudaismului:
Aceste ciocniri sunt singura posibilitate evolutivă care ne vor permite într-o bună zi, acum că Destinul ne-a dat liderul Adolf Hitler, să creăm Reichul germanic. Ele sunt condiția necesară, pentru rasa noastră, și sângele nostru pentru a crea pentru sine și a pune în cultură, în anii de pace (în care trebuie să trăim și să muncim auster, frugal și ca spartani), acea zonă de așezare în care sânge nou poate să se înmulțească, ca într-o așa-zisă grădină botanică. Numai prin acest mijloc poate Continentul deveni un Continent germanic, capabil să îndrăznească să se angajeze, într-una sau două sau trei sau cinci sau zece generații, în conflictul cu acest Continent al Asiei care împrăștie hoarde de umanitate.

## Sfârșitul proiectului Noua Ordine
După înfrângerea decisivă a Germaniei la sfârșitul Bătăliei de la Stalingrad pe 2 februarie 1943, Germania a fost forțată să treacă pe defensive și, ca rezultat, nu a mai fost capabilă să continue activ implementarea Noii Ordini în Uniunea Sovietică, dar a reușit să își continue genocidul împotriva evreilor, romilor și altor minorități. În urma eșecului ofensivei de vară din 1943 și a rezultatului eșecului de a recâștiga teritoriile pierdute în fața sovieticilor la începutul acelui an, Wehrmachtul nu a mai fost capabil să organizeze un contraatac eficient la scară largă pe Frontul de Răsărit. Într-o discuție cu Joseph Goebbels pe 26 octombrie 1943, Hitler a opinat că Germania ar trebui să încheie un armistițiu temporar cu Uniunea Sovietică și să revină la granița din 1941 în est. Aceasta ar oferi Germaniei oportunitatea de a înfrunta mai întâi forțele britanice din vest, înainte de a relua un nou război pentru Lebensraum împotriva Uniunii Sovietice la un moment ulterior. Hitler credea că succesorul său ar putea fi nevoit să ducă acest război ulterior, deoarece el credea că va fi prea bătrân până atunci. În același timp, naziștii au fost nevoiți să facă unele concesii față de slavi, considerați Untermensch (în special ofertele Blocului Antibolșevic al Națiunilor și Armata Rusă de Eliberare din exilul alb), recunoscând poziția lui Alfred Rosenberg cu privire la necesitatea de a întări colaborarea antisovietică pentru a înlocui pierderile grele suferite de Wehrmacht. Deoarece nu era realist să se cucerească Lebensraum doar cu puterea germană, sau chiar anexarea teritoriilor din afara Poloniei (având acum nevoie să stabilească state marionetă progermane, așa cum era prevăzut în proiectele Mitteleuropa, sau cel puțin având mijloacele de a instiga un nou Război Civil Rus care să pună presiune asupra sovieticilor în negocierile de pace viitoare), au fost recunoscute un Consiliu Central Bielorus, un Comitet Național Ucrainean și chiar un Comitet pentru Eliberarea Popoarelor Rusiei. Cu toate acestea, inițiativa a venit foarte târziu, deoarece daunele morale ale crimelor naziste împotriva civililor sovietici au făcut ca majoritatea mișcărilor politice antisovietice să îi urască pe Hitler și pe naziști și fasciști la fel de mult ca pe Stalin și pe marxiști-leniniști, în timp ce partizanii sovietici aveau acum un avantaj militar complet, iar represiunea politică sovietică era mai puternică.

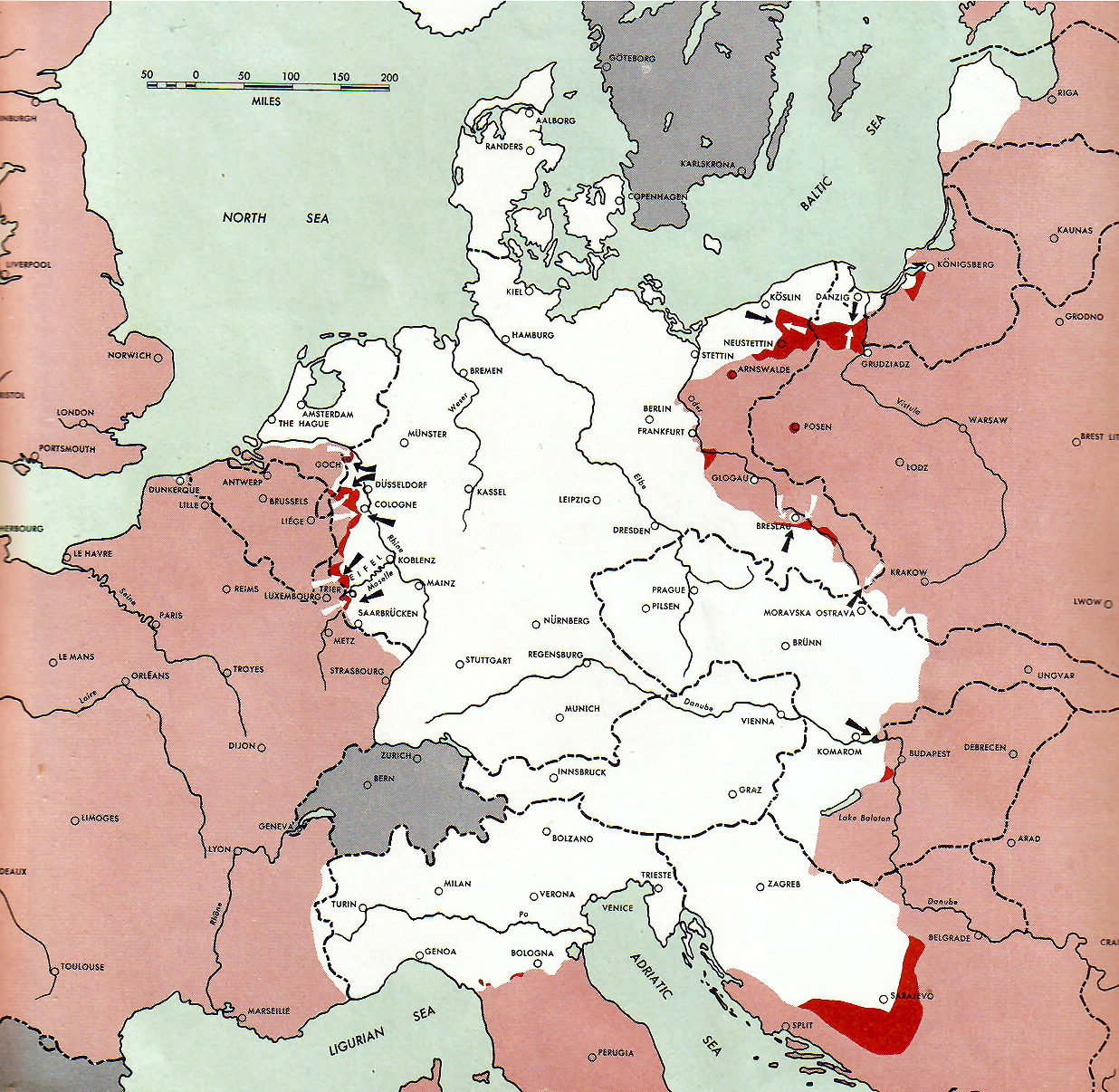
Zone aflate încă sub control german în martie 1945.

Târziu în război, după eșecul ofensivei finale din Ardeni și după trecerea cu succes a aliaților peste Rin în Germania însăși, Hitler spera că o victorie decisivă pe Frontul de Răsărit ar putea permite regimului nazist să se conserve, rezultând în Operațiunea Reînvierea de primăvară. El credea că, prin încheierea unui tratat de pace separat cu Uniunea Sovietică, o împărțire a Poloniei ar putea fi încă realizată și ar lăsa Ungaria și Croația (în acel moment, prima era încă sub ocupație germană, iar a doua era un stat marionetă fascist croat) sub controlul german. Hitler a recunoscut doar înfrângerea iminentă a Germaniei cu câteva zile înainte de sinuciderea sa. Cu toate acestea, unii lideri naziști încă doreau să dezvolte proiectele de Noua Ordine (doar amânându-le pe cele pentru o ipotetică renaștere nazistă prin război de gherilă împotriva Germaniei ocupate de Aliați), precum planurile pentru Werwolf.